# ウミグモ綱
ウミグモ綱（ウミグモこう、学名: Pycnogonida）は、鋏角類に属する節足動物の分類群（綱）の1つ。構成種はウミグモ（海蜘蛛、ウミグモ類）と総称される。その多くは胴体が小さく、体の大部分が脚という独特な姿をした海棲動物である。名前と大まかな姿が似ているが、クモではない。
約1,400種を知られ、最古の化石記録はおよそ5億年前のカンブリア紀まで遡る。現生種は皆脚目（かいきゃくもく、Pantopoda）のみからなる。世界中の海域に広く分布するが、その生態と系統に関しては未解明な所が多い。

## 名称
学名「Pycnogonida」およびその由来となったヨロイウミグモ属の学名「Pycnogonum」はギリシア語の「pyknos」（厚い）と「gony」（膝）の合成語である。唯一の現生目である皆脚目の学名「Pantopoda」はギリシア語「pantos」と「pous」の合成語で、発達した脚が体の大部分を占める姿に因んで名付けられた。
英語は学名に因んだ「pycnogonid」のほか、海棲でクモ（spider）に似た姿から一般に「sea spider」と呼ばれる。和名も同じ意味で「ウミグモ」（海蜘蛛、ウミグモ類）といい、他にも皆脚類（かいきゃくるい、Pantopoda）・厚節類（こうせつるい、Pycnogonida）・脚体類（きゃくたいるい、Podosomata）などと総称される。古くは夢虫（ユメムシ）とも呼ばれ、21世紀ではユメムシ科にその名が残っている。

## 形態

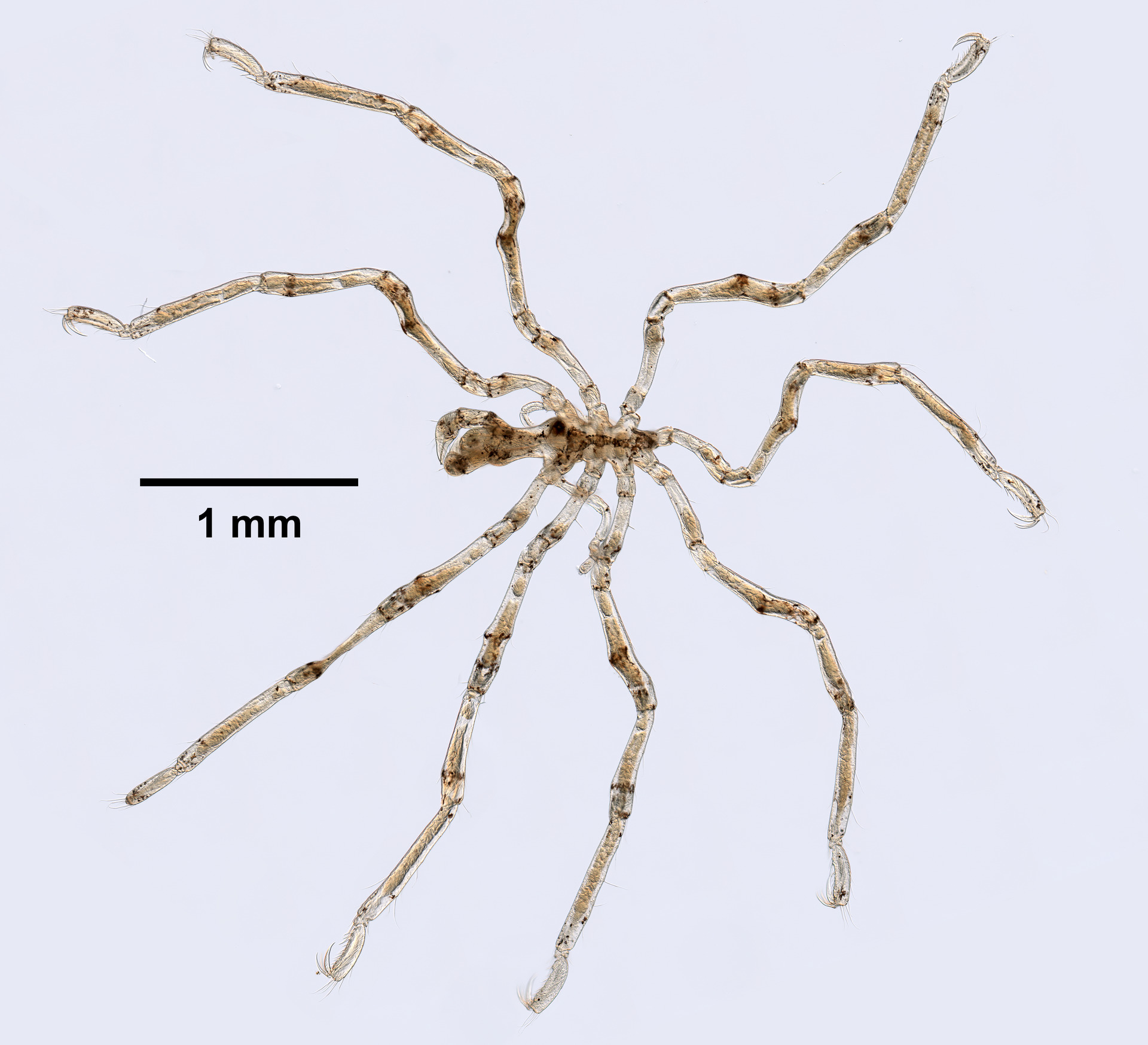
Callipallene brevirostris（カニノテウミグモ科）
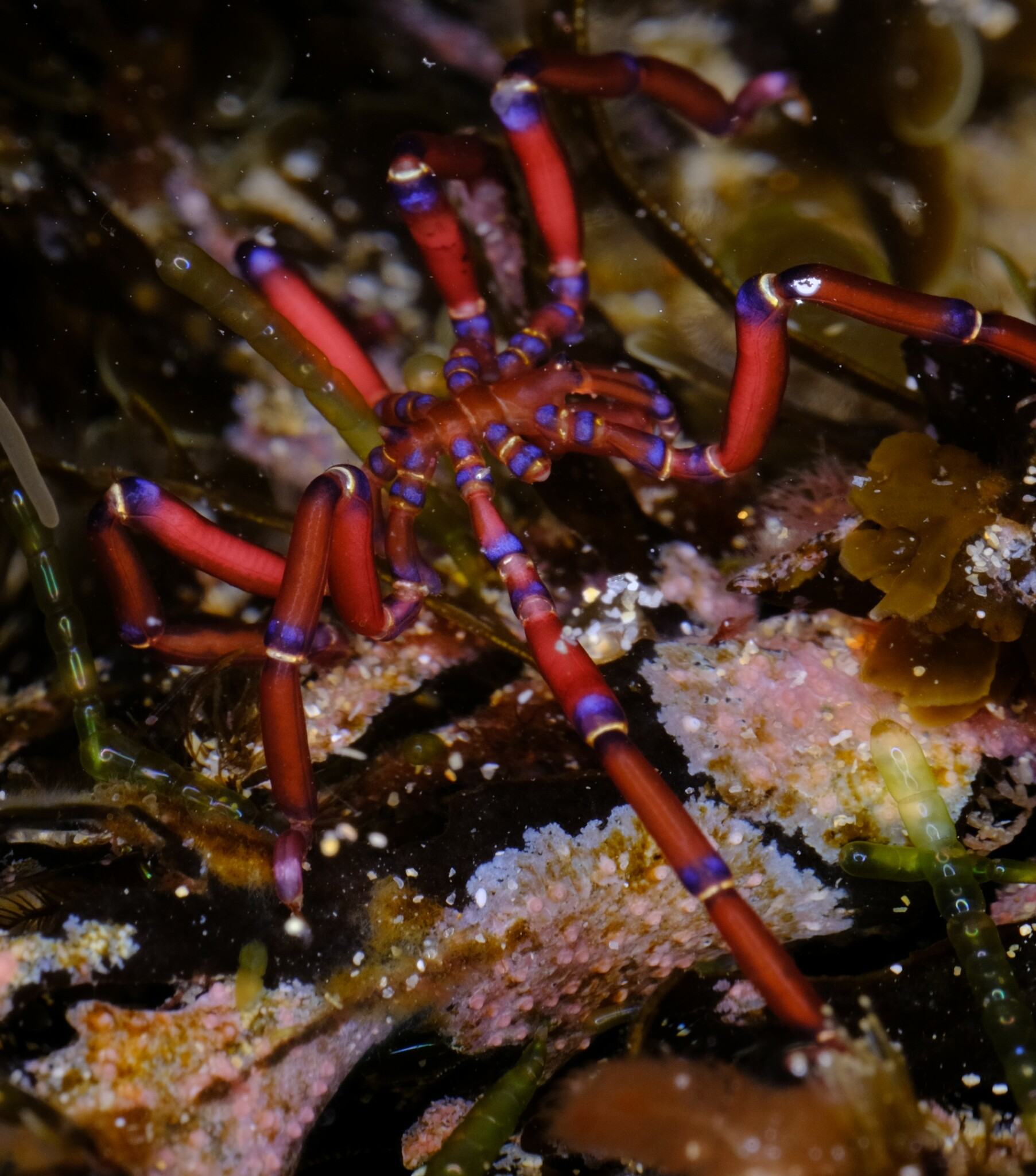
Anoplodactylus evansi（ホソウミグモ科）
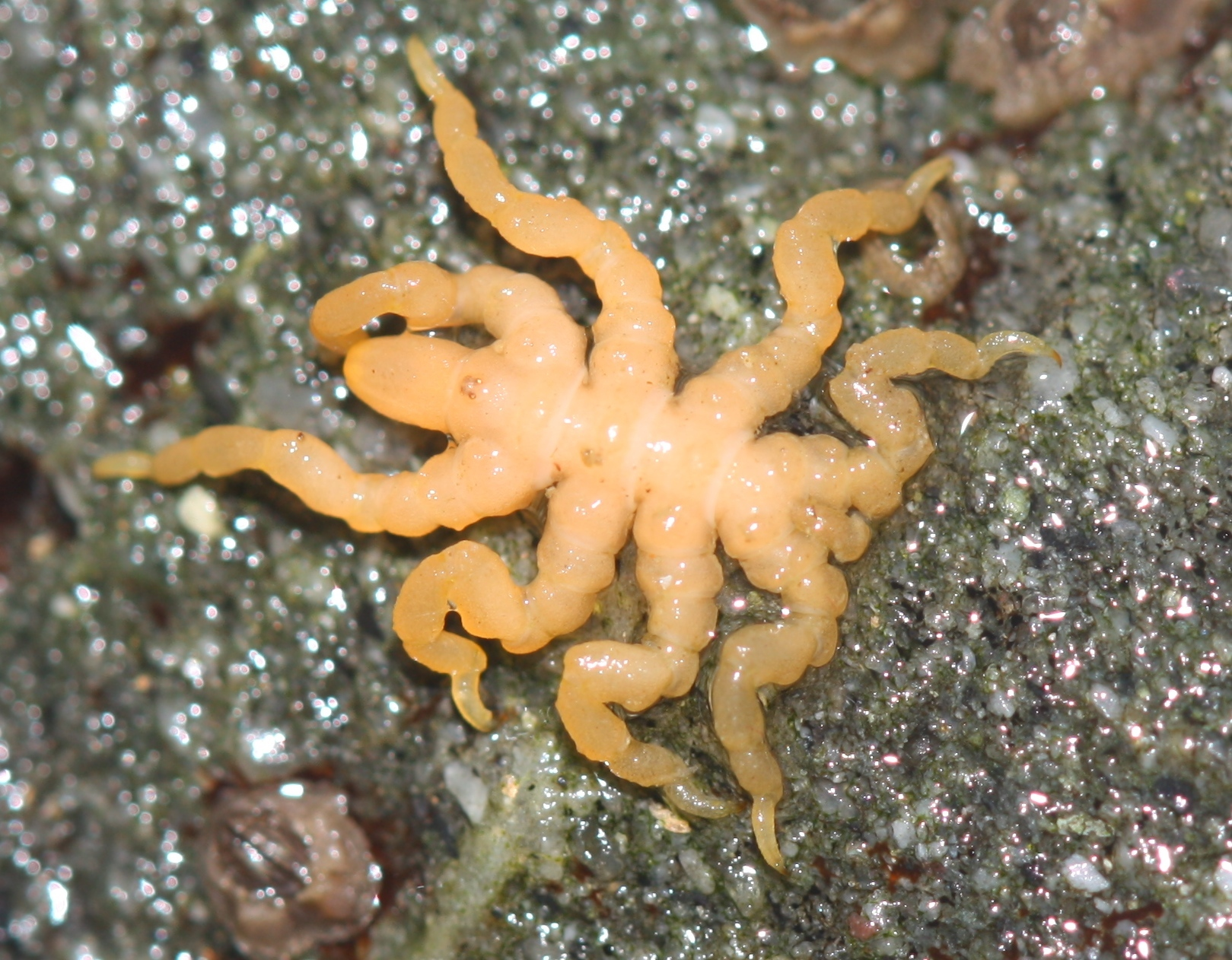
Pycnogonum stearnsi（ヨロイウミグモ科）
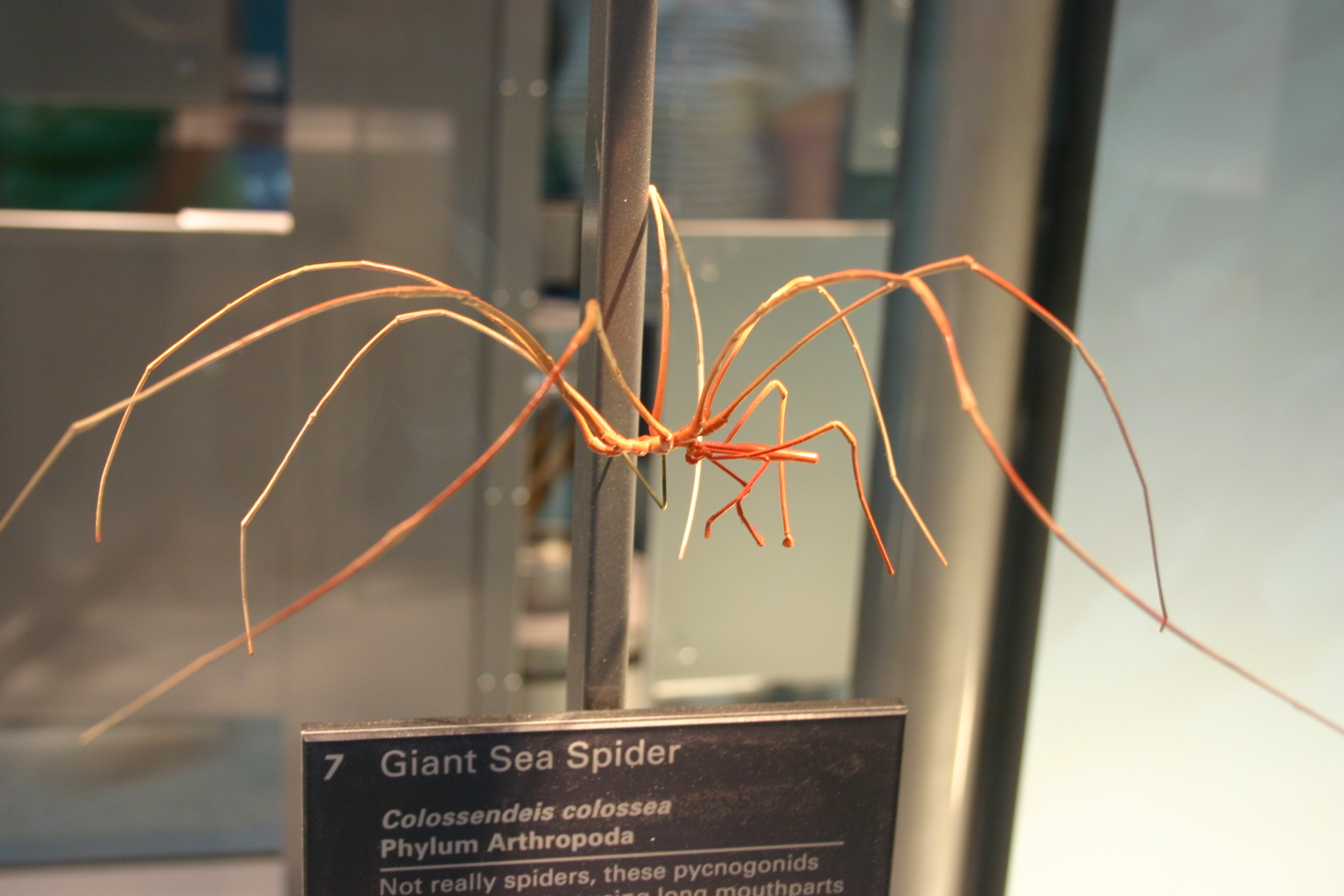
ベニオオウミグモ Colossendeis colossea（オオウミグモ科）

小さな胴体に対して8本（稀に10本と12本）の脚は極端に発達し、脚を束にしただけのような姿をした種類が多いが、ヨロイウミグモ科やイボウミグモ科のように丈夫な体型をもつものもある。左右の脚を広げた大きさは微小な数 mmから大型の数十 cmまで達し、多くの種類は脚を広げて5 mmから3-4 cmに及ぶ。知られる中で最大種は体長8.5 cm・脚を広げて70 cmに達するベニオオウミグモ、最小種は体長1 mm未満・脚を広げて2 mm の Austrodecus palauense である。体色は色薄いものから Anoplodactylus evansi のように鮮やかなものまで様々である。

### 体節の構成

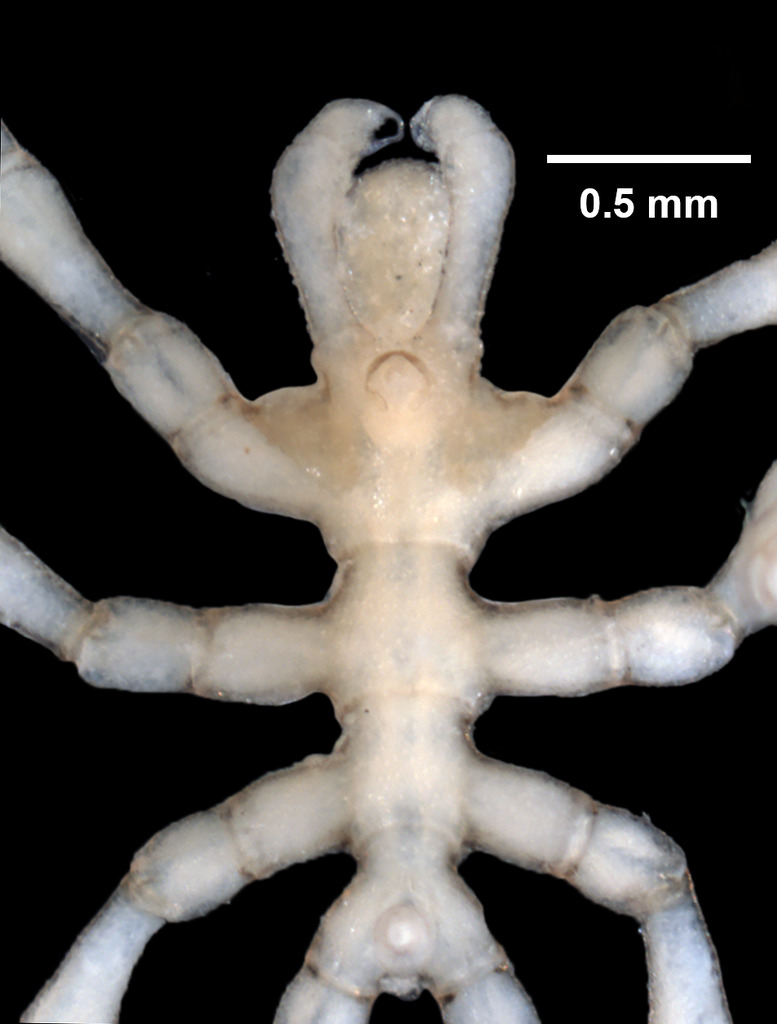
の本体部。吻・眼・鋏肢・第1脚が1つの合体節にあることが分かる。

体の前方は先節とそれぞれ鋏肢・触肢・担卵肢・第1脚をもつ4節の体節の融合でできた合体節で、それ以降はそれぞれ1対の脚をもつ3節（稀に4-5節）の体節と付属肢をもたない体節が続く。いずれも円筒状で、外骨格は他の節足動物で一般に見られる明確な上下区別（背板 tergite と腹板 sternite）はない。
なお、これらの部位に対する区分は昔今の文献によって異り、以下の例が挙げられる（5-6対の脚をもつ希少例における5-6番目の脚と脚4対の通常例の体節対応関係は2017年現在では未検証のため、以下の表は通常の脚4対の通常例のみについて扱う）。
| 体節の番目             | 先節（0） | 1    | 2    | 3      | 4     | 5     | 6     | 7     | 8-n |
| 付属肢（関節肢）       | -         | 鋏肢 | 触肢 | 担卵肢 | 第1脚 | 第2脚 | 第3脚 | 第4脚 | -   |
| 外見上の節の番目       | 1         | "    | "    | "      | "     | 2     | 3     | 4     | 5-n |
| ---------------------- | --------- | ---- | ---- | ------ | ----- | ----- | ----- | ----- | --- |
| 1：古典的体系          | △         | △    | △    | △      | ◎     | ◎     | ◎     | ◎     | *   |
| 2：主流な体系          | △         | △    | △    | △      | △     | ◎     | ◎     | ◎     | *   |
| 3：前体・後体体系（1） | △         | △    | △    | △      | △     | △     | △     | *     | *   |
| 4：前体・後体体系（2） | △         | △    | △    | △      | △     | △     | △     | △     | *   |

1. 鋏肢・触肢・担卵肢をもつ部分を「頭部」、脚をもつ部分を「胴部/胸部」、後端の部分を「腹部」と扱う[16][20]。
2. 鋏肢・触肢・担卵肢・第1脚をもつ部分を「頭部」、残りの脚をもつ部分を「胴部/胸部」、後端の部分を「腹部」（もしくは「trunk end」[21]）と扱う[15][17][18]。
3. 鋏肢・触肢・担卵肢・第1-3脚をもつ部分を「前体」、第4脚（第7体節）以降の部分を「後体」と扱う（真鋏角類の体制に従う）[17]。
4. 鋏肢・触肢・担卵肢・脚をもつ全ての部分を「前体」、後端の部分を「後体」と扱う（鋏角類の第7体節を前体に含める体制に従う）[17][18][22]。

特に注目される部分として、古典の体系（例1）に「頭部」（head）とされた部分（先節+第1‐3体節）は、直後の第1脚をもつ第4体節と完全に融合して合体節をなしている（化石種 Palaeomarachne granulata のみその境目らしき痕跡が見られる）。特に現生の真節足動物の先頭の合体節（頭部融合節）は先節を除いて4節以上含めるため、形態学上での比較のため、20世紀後期以降の文献記載ではこれらの4節を含んだ合体節を「頭部」（cephalon または cephalosoma）と扱うのが主流となっている（例2）。
本項目では、主流な体系（例2）に基づいてウミグモの特徴を記述する。

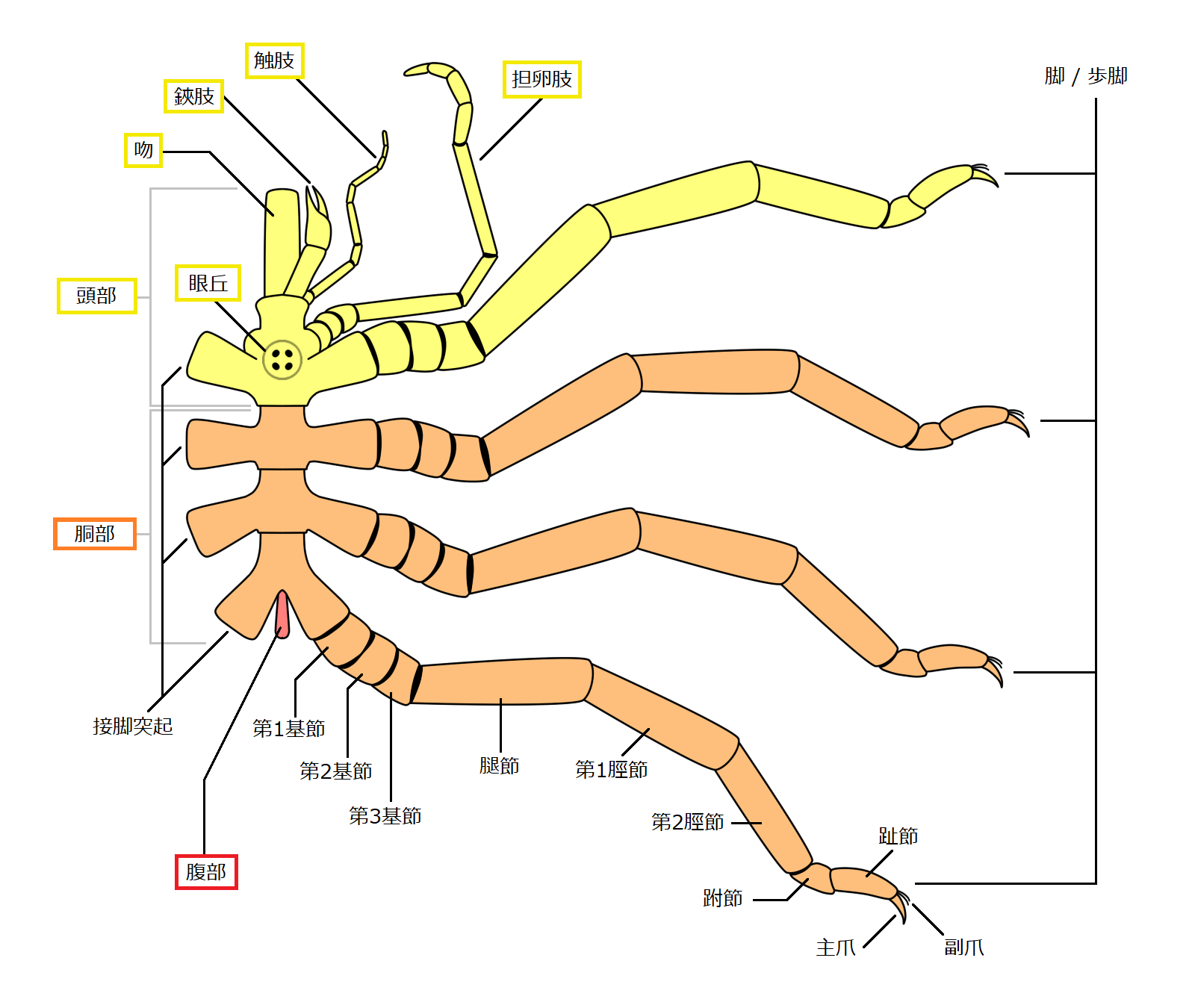
皆脚目のウミグモの基本外部形態

### 頭部
頭部（cephalon、cephalosoma）は先節と直後4節の体節（第1-4体節）からなり、全てが融合して1つの合体節をなしている。なお、この頭部は頭らしい形とは言いがたく、第1脚をもつ体節（第4体節、古典の体系における「第1胸節」）をも含め、その構造も胴節と同形である。この頭部は他の一部の鋏角類（ヒヨケムシ、コヨリムシなど）における分節した前体の前半部に対応とされる。
頭部の背面中央は眼丘（ocular tubercle）が盛り上がり、通常はここで2対の単眼をもつ。これらの単眼は全て中眼（median eye）由来で、側眼（lateral eye, 祖先形質として複眼）由来のものは存在しない。なお、1対や無眼まで退化し、眼の代わりに感覚器として機能する突起 (lateral sense organ) をもつ種類もある。
頭部の前面はよく発達した吻（proboscis）が突出し、形は円筒状から徳利のように丸みを帯びたものがある。この吻は通常では三放射対称の構造で、先端は3つの可動の構造体（lip, jaw）に囲まれた逆三角形の口が開いている。ただしスイクチウミグモ科の場合、口は吻の先端腹側に開いた縦長いスリット状である。一部の種類では吻の付け根に関節があるため、吻を体の腹側に折り畳める。この吻は節足動物の中でウミグモに特有で、その由来や他の節足動物の部分との対応関係（相同性）は不明確である。他の節足動物の口器に見られる上唇や頭楯/口上板/ハイポストーマに類する構造は存在しない。
頭部は基本として計4対の付属肢（関節肢）をもち、順に先節直後の第1-4体節に由来する。鋏肢・触肢・担卵肢という古典的体系における3対の「頭部付属肢」、および第1脚からなる。ただし前3対の「頭部付属肢」は、下記の通り分類群や雌雄によって成体で退化消失した場合がある。
| 付属肢科           | 鋏肢                               | 触肢                          | 担卵肢                                          |
| ------------------ | ---------------------------------- | ----------------------------- | ----------------------------------------------- |
| スイグチウミグモ科 | 消失                               | 機能的                        | 機能的 （Austrodecus属の一部のオスのみ消失）    |
| イボウミグモ科     | 消失                               | 機能的                        | 機能的                                          |
| ヨロイウミグモ科   | 消失                               | 消失                          | メスのみ消失 （Nulloviger亜属のみ雌雄とも消失） |
| オオウミグモ科     | 消失 （10-12本脚の種類のみ機能的） | 機能的                        | 機能的                                          |
| ミドリウミグモ科   | 消失                               | 消失                          | メスのみ消失                                    |
| ホソウミグモ科     | 機能的                             | 消失                          | メスのみ消失                                    |
| ウスイロウミグモ科 | 機能的                             | 退化的                        | 機能的                                          |
| イソウミグモ科     | 退化的                             | 機能的                        | 機能的                                          |
| トックリウミグモ科 | 退化的                             | 機能的                        | 機能的                                          |
| カニノテウミグモ科 | 機能的                             | 消失 （一部のオスのみ機能的） | 機能的                                          |
| ユメムシ科         | 機能的                             | 機能的                        | 機能的                                          |

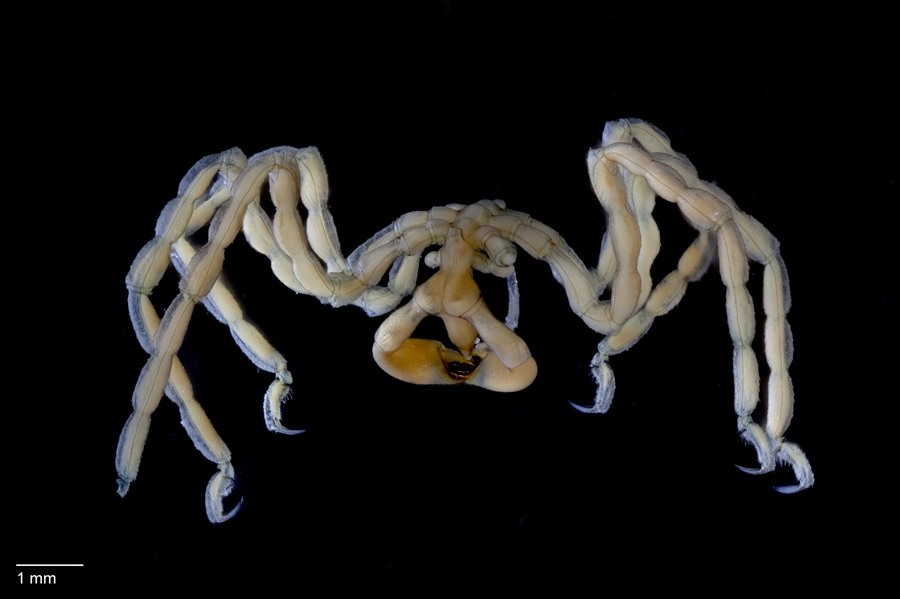
触肢をもたず、発達した鋏肢をもつ Pseudopallene pachycheira（カニノテウミグモ科）
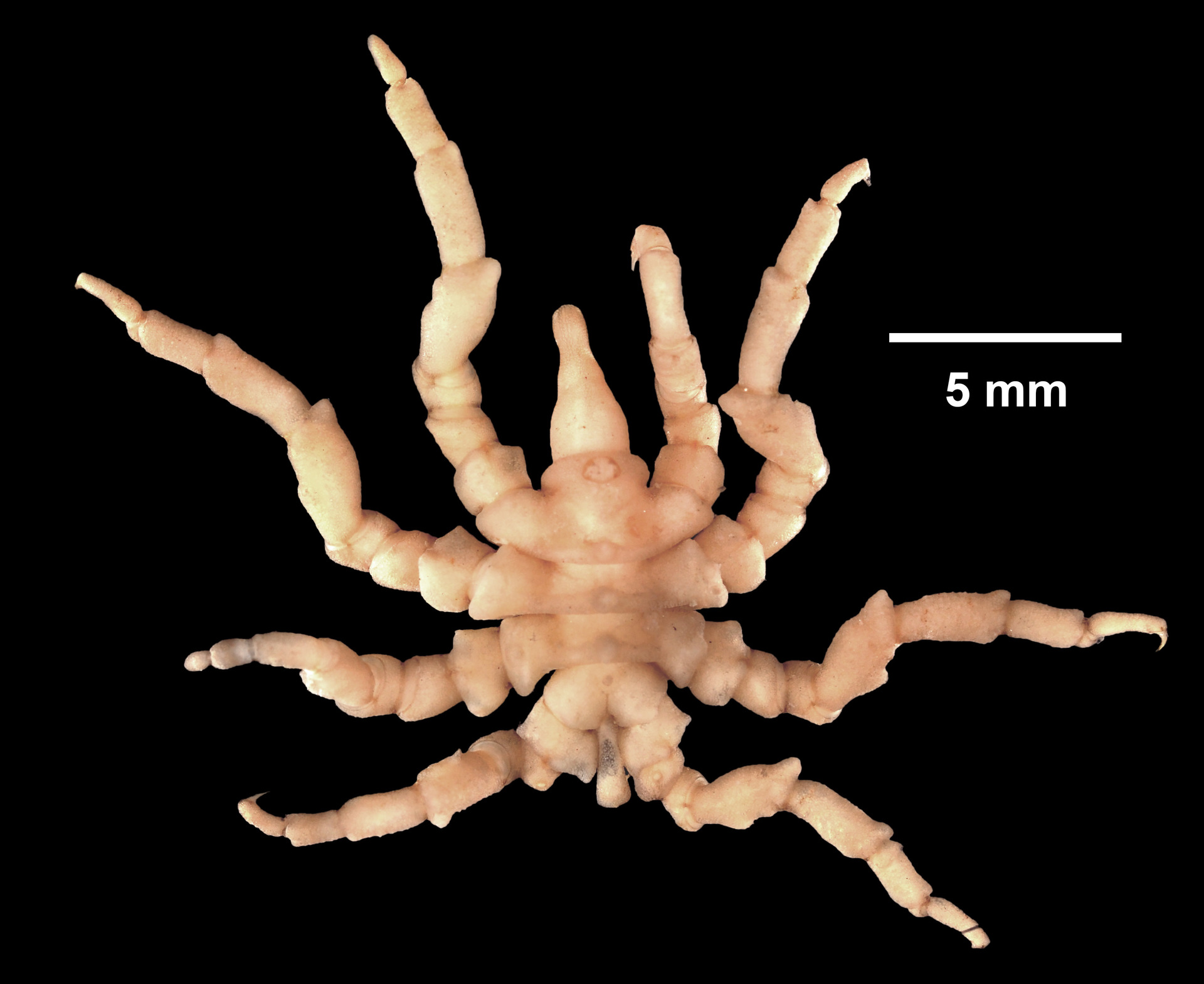
鋏肢と触肢をもたない Pycnogonum littorale（ヨロイウミグモ科）、この類では雌が担卵肢をも欠く[8]。
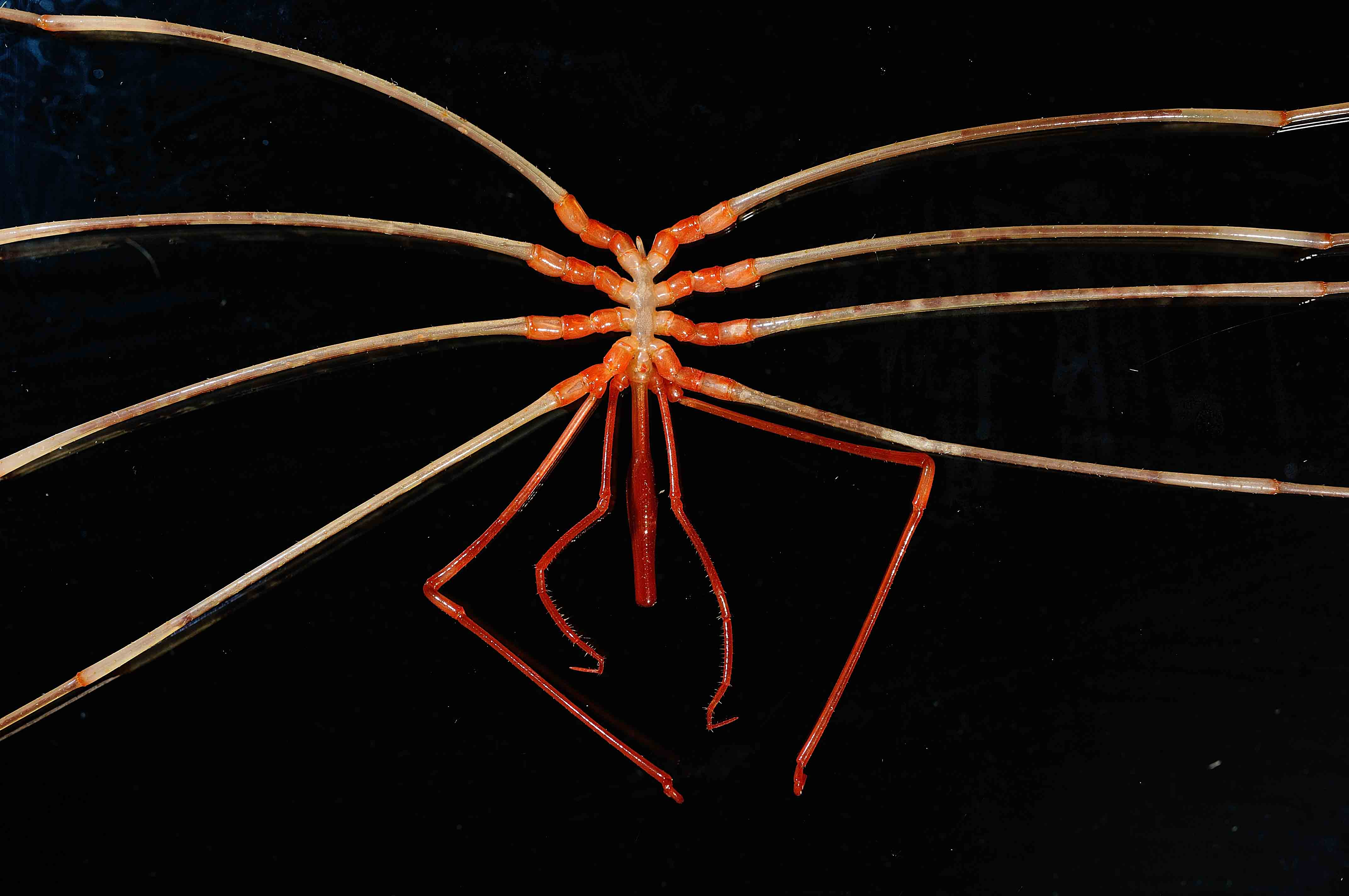
鋏肢をもたず、吻・触肢・担卵肢が細長いオオウミグモ属の1種（オオウミグモ科）

#### 鋏肢

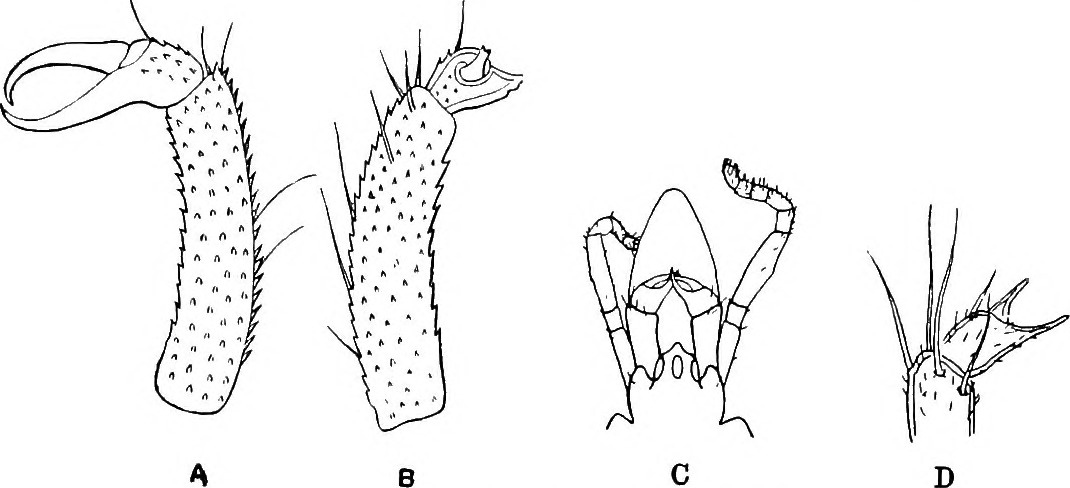
成体（B, C）の鋏肢が幼生（A, D）より退化的なウミグモの例
A, B: 、C, D:

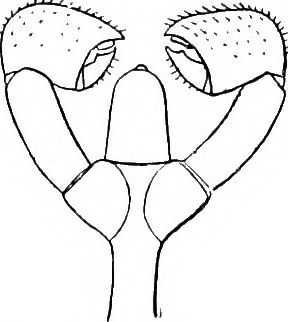
Cordylochele longicollis の頭部、吻と鋏肢
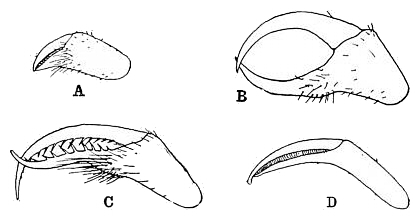
ユメムシ科の鋏肢のはさみ
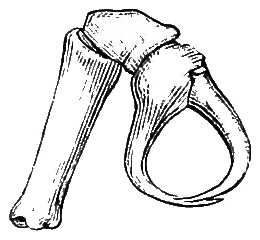
Decolopoda australis の4節の鋏肢

吻の直後に鋏肢（きょうし、chelifore, cheliphore）があり、これは第1体節由来の付属肢で、他の鋏角類の鋏角（きょうかく、chelicera）に該当する。鋏肢は種類によって背側（ホソウミグモ科など）もしくは左右に寄せる方向（カニノテウミグモ科、ユメムシ科）で備わっている。後者の場合、鋏肢の可動域は広く、往々にして頑強で、獲物を握りつぶす役割に適している。通常は3節で先端2節ははさみをなしているが、柄部（scape）に該当する第1節が更に2-3節に細分されて計4節になった種類もあり、退化的な種類では1-2節の痕跡的な粒に短縮した場合もある（イソウミグモ科など）。

#### 触肢
鋏肢の次、頭部の左右に1対の触肢（しょくし、palp）がある。これはクモガタ類の触肢（pedipalp）と同じ第2体節由来の付属肢である。感覚や食物の把握などに用いられ、肢節数・発達具合・および触肢そのものの有無は分類群（一部の群では雌雄）によって異なる。従来では4-10節の肢節をもつとされていたが、最多の10節をもつと思われるオオウミグモ属（Colossendeis）の触肢における「第1節」とされた付け根の膨らみは、真の肢節ではなく、単に頭部外骨格の延長部（lateral process）だと後に判明した。これによれば、ウミグモの触肢の肢節数は最多9節となる。先端は通常では単調であるが、古生代の化石種には1本の鉤爪をもつ場合がある。ウスイロウミグモ科の場合、触肢は1節の粒に退化している。

#### 担卵肢

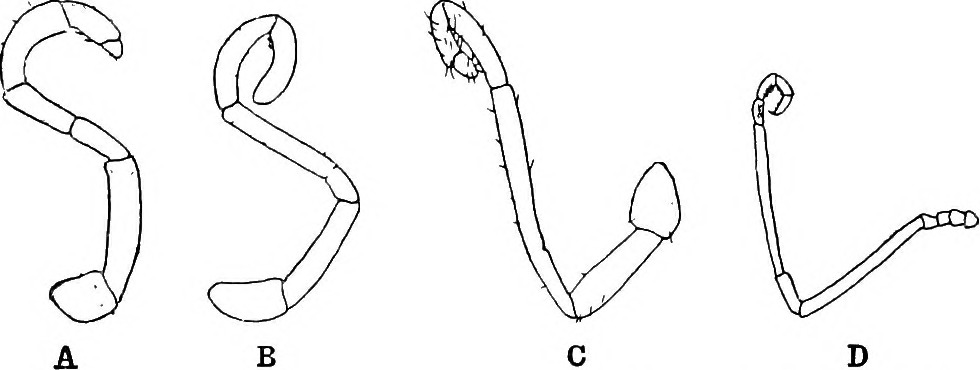
様々なウミグモの担卵肢
A: 、B: 、C: 、D:

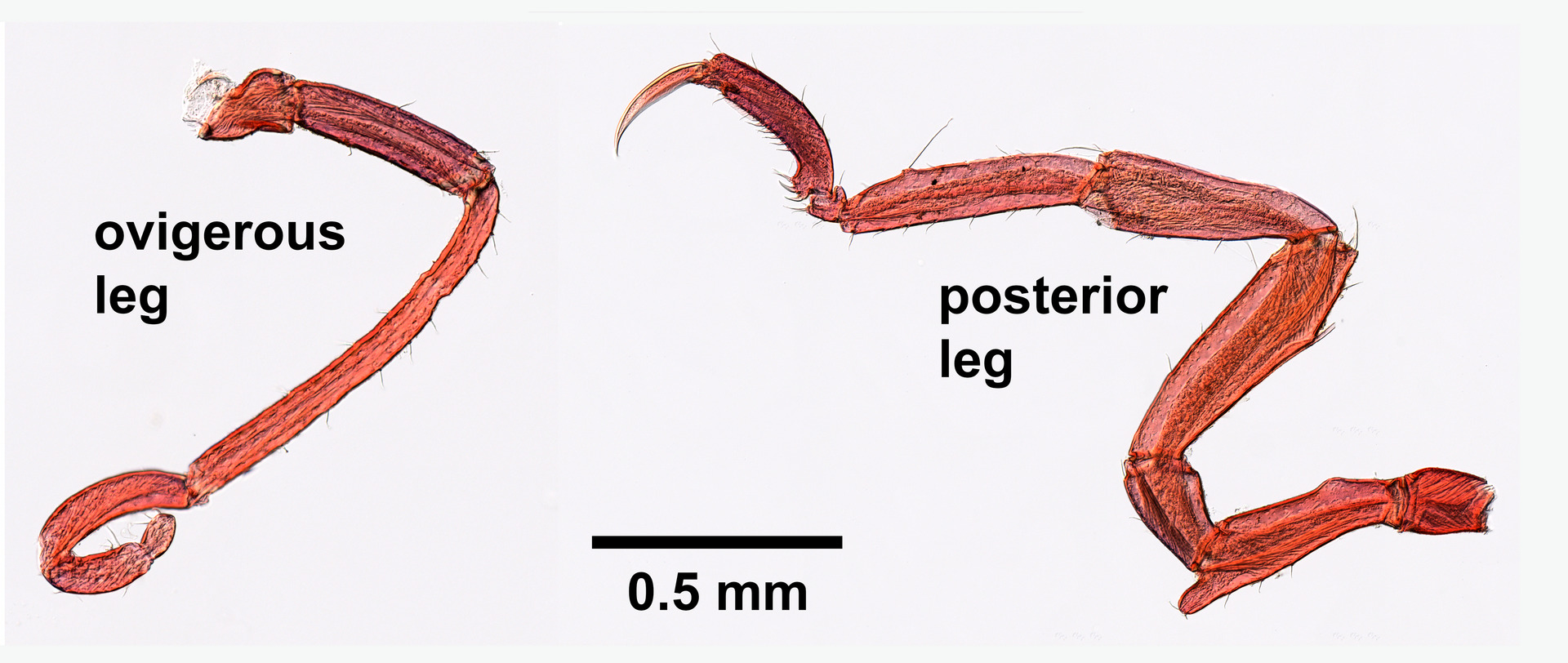
Anoplodactylus lentus の担卵肢（左）と第4脚（右）

触肢と第1脚の間には、担卵肢（たんらんし、oviger, ovigerous leg）というウミグモに特有の細長い付属肢がある。発生学と解剖学的構造は触肢に似ているが、これはクモガタ類の第1脚に相同（第3体節由来）の「特化した脚」だと考えられる。普段は体の下に折り曲げ、先端は種類によって特化した鉤状の肢節 (strigilis) と身繕い用の棘状突起が並ぶ。雄は卵塊をこの付属肢につけて保護する。肢節数は分類群によって4-10節からなる。なお、第1肢節の直前に連結する外骨格の膨らみも肢節とし、肢節数を最多11節とする見解もあるが、それは単なる頭部外骨格の延長部だと後に判明したため、否定的とされる。

### 胴部

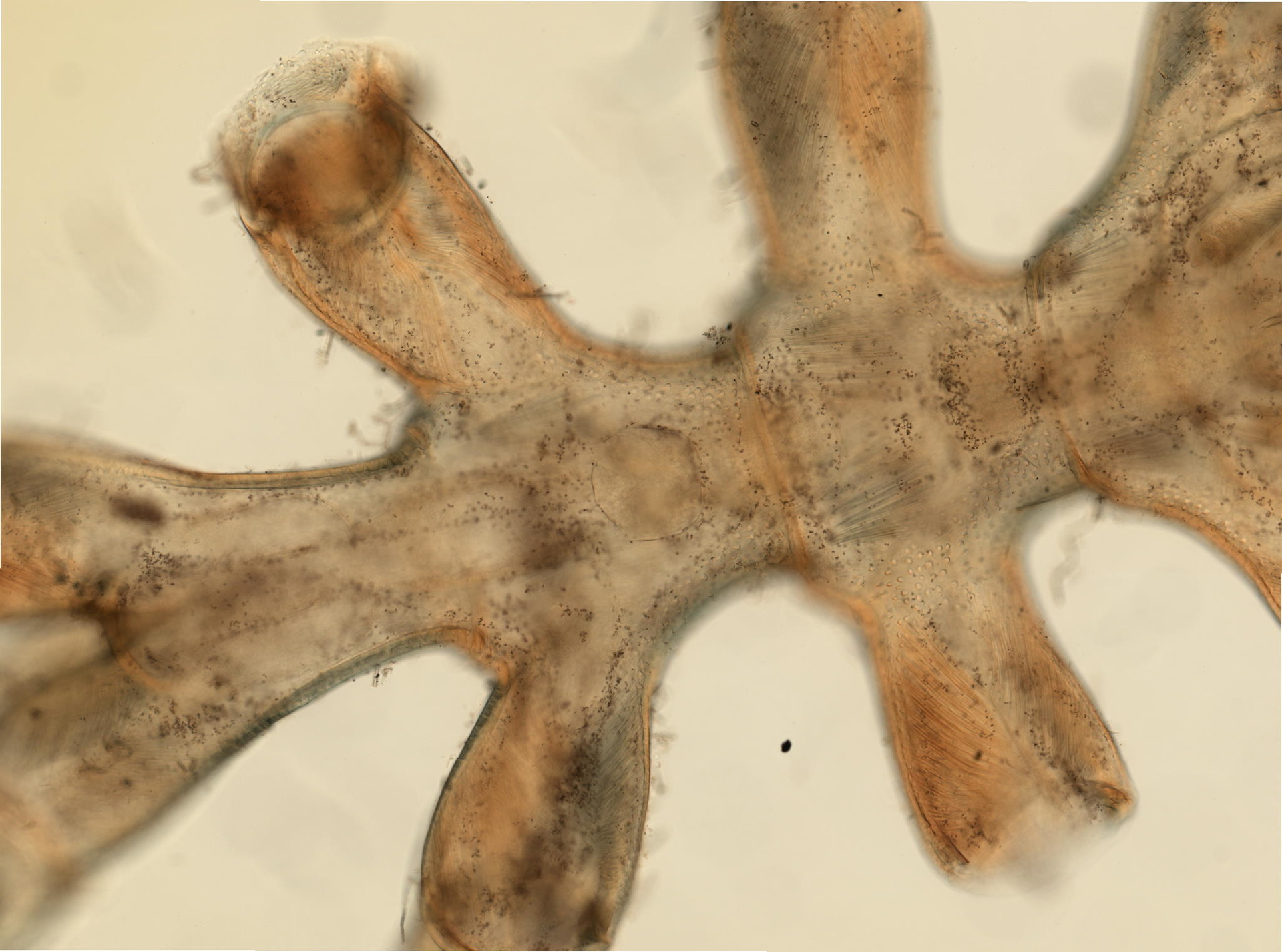
本体部。頭部は右側、腹部は左側に向く。左右の分岐らしき構造が接脚突起（それ以降の脚は除去される）。

胴部（trunk, 胸部 thorax ともいう）は多くが幅狭く、脚の太さとほぼ変わらない。基本として3節の胴節（trunk somites, 第5-7体節）を含め、5-6対の脚をもつ種類では脚の数に応じて胴節が4-5節まで追加される。各胴節は通常では明瞭な関節に分かれているが、直前の頭部をも含んで全てが融合した例もある。各胴節の左右からやや延長した接脚突起（lateral processes）が脚に連結する。この胴部は真鋏角類における前体最終2節と後体第1節に対応とされる。

### 脚

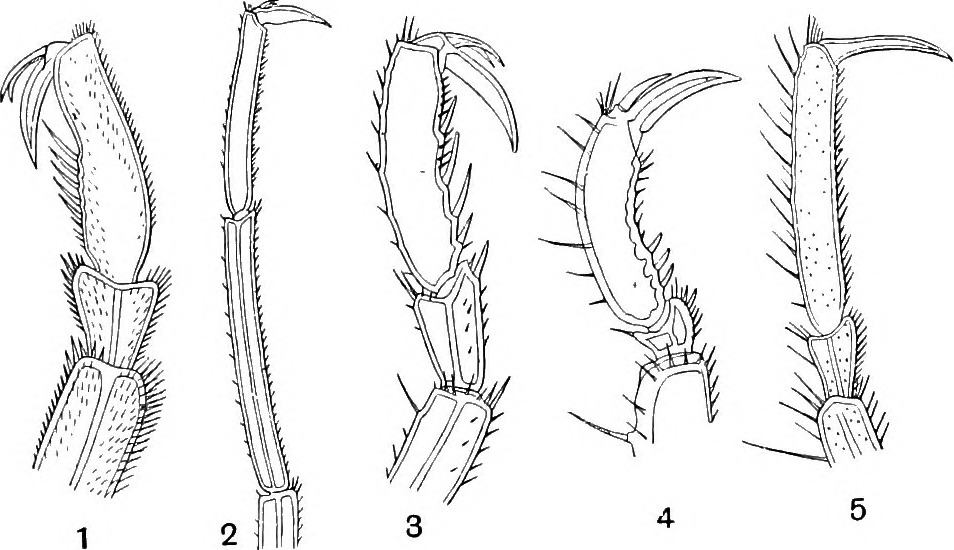
様々なウミグモの脚の先端
1: 、2: 、3: 、4: 、5:

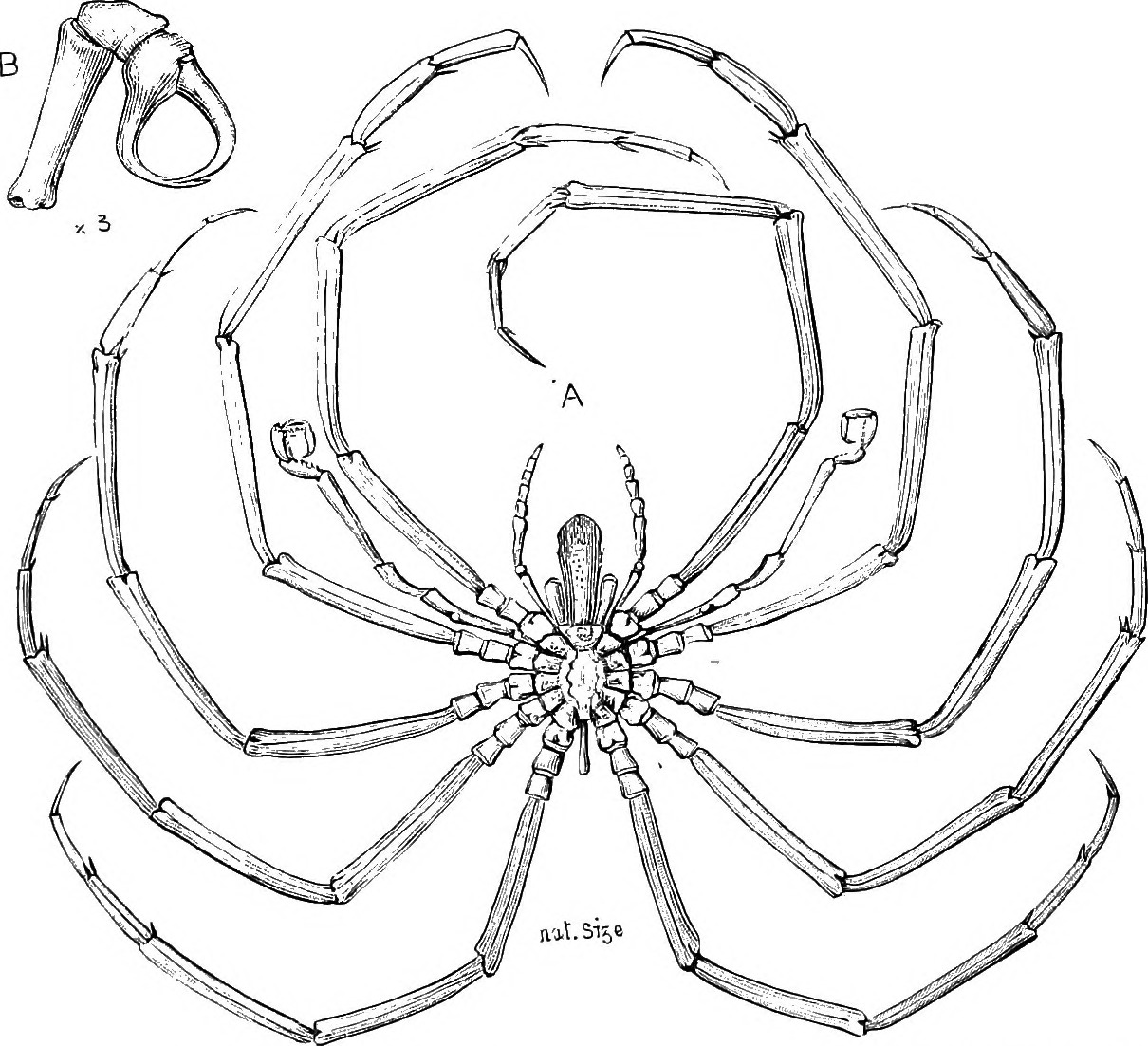
5対の脚をもつ

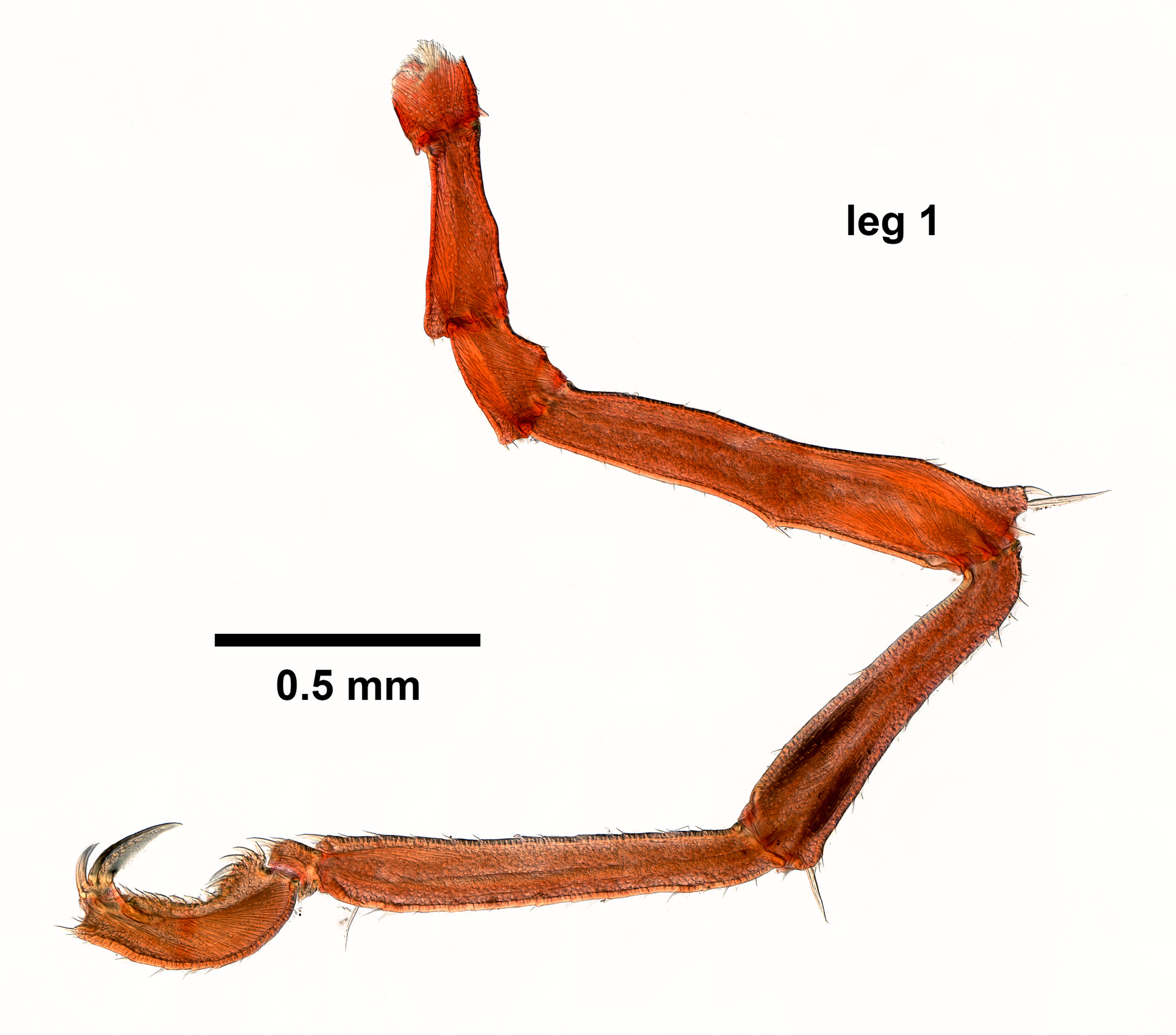
Endeis spinosa の第1脚
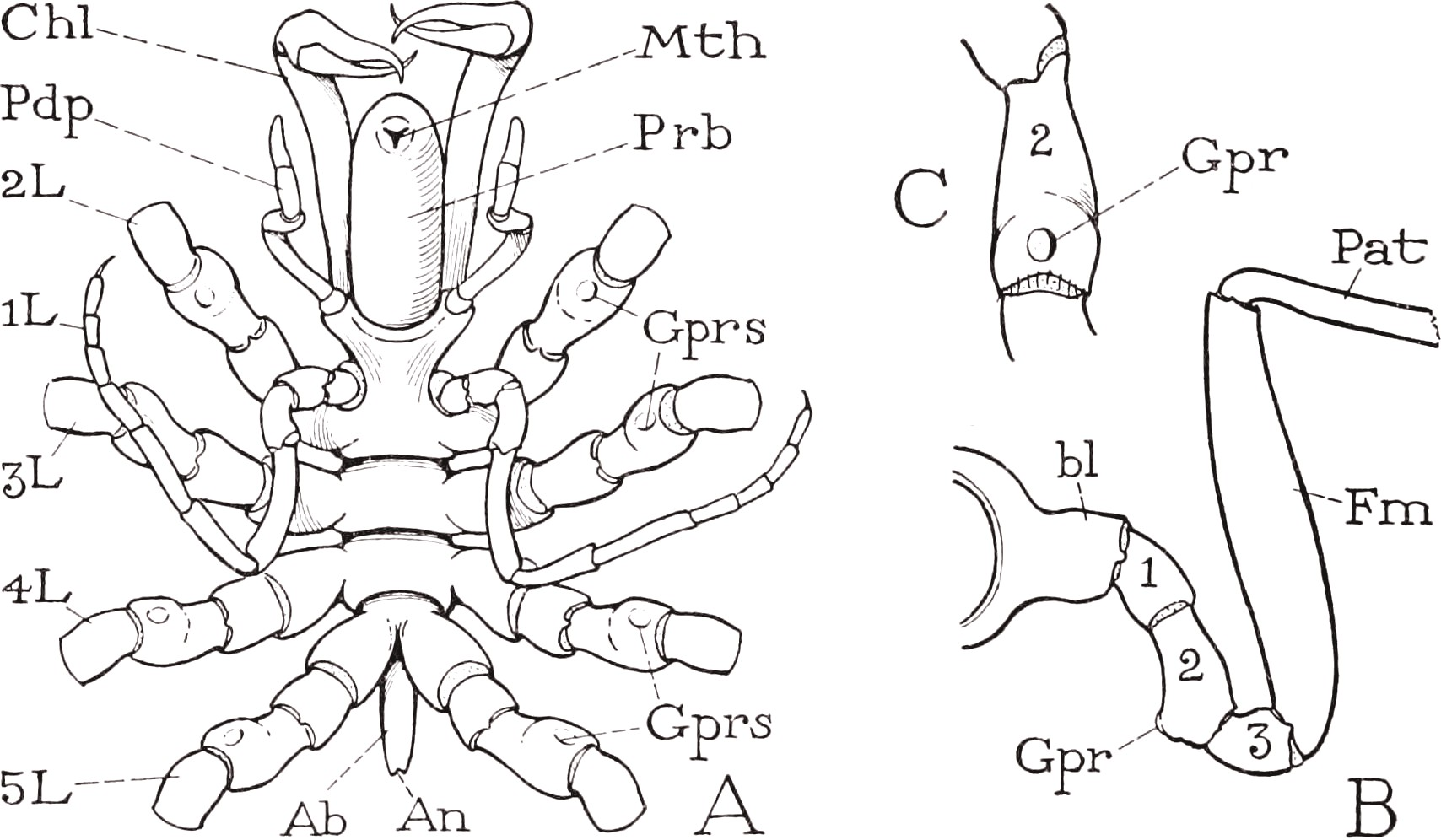
Chaetonymphon spinosum の生殖孔（Gpr）

脚（歩脚、歩行肢、legs, walking legs, ambulatory legs）は原則として体長の倍以上に発達で、体の大部分がこの付属肢からなる。イボウミグモ科は例外的に短くて体より遥かに細い脚をもつ。通常は4対で、頭部第4節から第3胴節（第4-7体節）にかけて備わっているが、後ろから1-2対の脚を増やされ、計5対や6対をもつ種類もわずかにある。
脚は原則として全て同形な歩脚型で、先端の爪を除いて見かけ上8節の肢節から構成される。第1-3節は短く、そのうち第2肢節は生殖口（gonopore）をもち、通常は腹面に開く。第4-6節は長く発達し、先端の第7-8節は短い。第8節先端に1本の爪（主爪、main claw）があり、その付け根の上方が更に1対の短い副爪（auxiliary claws）をもつ場合もある。接脚突起と第1節の関節、および第2から第6節までの4つの関節は上下方向に、第1節と第2節の関節は前後方向に動けるようになり、それぞれ1対の筋肉（伸筋と屈筋）に操られている。一方、第6-7節の関節は腹面1つの屈筋のみをもち、第7-8節の関節は筋肉に繋がれていない。
なお、パレオイソプスやパレオパントプスなどの古生代の化石群は、上述の特徴からやや逸脱した脚を持つ。これらの脚の第1節は更に数個の幅狭いリング状の構造 (annulation) に細分されており、第4節以降の肢節は種類によって平たく特化しては第1脚が他の脚より1節少なく、もしくは不動な関節に分かれた見かけ上の第4-5節（この2節は分化した第4節の可能性がある）をもつ。
脚の肢節の呼称と解釈は文献記載によって異なる場合があり、次の表の通りに挙げられる。1番目の体系は常用されるものだが、転節がない・趾節という独自の呼称を使われるなど、通常の節足動物のものとは大きく異なる。2-3番目の体系は相同性を踏まえて他の鋏角類の脚と統一されたもので、転節と膝節があり、そのうち3番目の体系（腿節2節説）は筋肉の構造により有力視されている。
| 肢節の番目体系          | 1              | 2                    | 3                                             | 4                                              | 5               | 6               | 7                      | 8                      | 爪/9                       |
| ----------------------- | -------------- | -------------------- | --------------------------------------------- | ---------------------------------------------- | --------------- | --------------- | ---------------------- | ---------------------- | -------------------------- |
| 通常（転節・膝節なし）  | 第1基節 coxa 1 | 第2基節 coxa 2       | 第3基節 coxa 3                                | 腿節 femur                                     | 第1脛節 tibia 1 | 第2脛節 tibia 2 | 跗節 tarsus            | 趾節 propodus          | （趾節 propodus の一部）   |
| 転節・膝節あり、転節2節 | 基節 coxa      | 第1転節 trochanter 1 | 第2転節 trochanter 2                          | 腿節 femur                                     | 膝節 patella    | 脛節 tibia      | （跗節 tarsus の一部） | （跗節 tarsus の一部） | （跗節 tarsus の一部）     |
| 転節・膝節あり、腿節2節 | 基節 coxa      | 転節 trochanter      | 第1腿節 femur 1 / 前腿節 prefemur / basifemur | 第2腿節 femur 2 / 後腿節 postfemur / telofemur | 膝節 patella    | 脛節 tibia      | （跗節 tarsus の一部） | （跗節 tarsus の一部） | 前跗節 pretarsus / apotele |
| 転節なし・膝節あり      | 第1基節 coxa 1 | 第2基節 coxa 2       | 第3基節 coxa 3                                | 腿節 femur                                     | 膝節 patella    | 脛節 tibia      | （跗節 tarsus の一部） | （跗節 tarsus の一部） | 前跗節 pretarsus / apotele |

また、脚を4対もつという点からクモガタ類の鋏角類を彷彿とさせるが、担卵肢の存在によってこれらの脚の対応関係（相同性）はクモガタ類のものとは1節ずれていて、順番は相同でなく、特に第4脚は、他の現生鋏角類に脚を持たない後体第1節（第7体節）に対応するとされる（次の表および後述の議論も参照）。
| 体節分類群 | 1    | 2    | 3      | 4     | 5     | 6     | 7                                       |
| ---------- | ---- | ---- | ------ | ----- | ----- | ----- | --------------------------------------- |
| 真鋏角類   | 鋏角 | 触肢 | 第1脚  | 第2脚 | 第3脚 | 第4脚 | 唇様肢（カブトガニ）/退化（クモガタ類） |
| ウミグモ類 | 鋏肢 | 触肢 | 担卵肢 | 第1脚 | 第2脚 | 第3脚 | 第4脚                                   |

### 腹部
腹部（abdomen, trunk end）は皆脚目の種類ではごく小さく、体節構造が見られない粒のような部分 (anal tubercle) であり、肛門が末端に開く。ただし一部の化石種では、腹部は比較的に発達し、複数の体節と1本の尾節（telson）をもっていた。この腹部は真鋏角類における後体第2節以降の部分に対応とされる。

## 内部構造と生理学

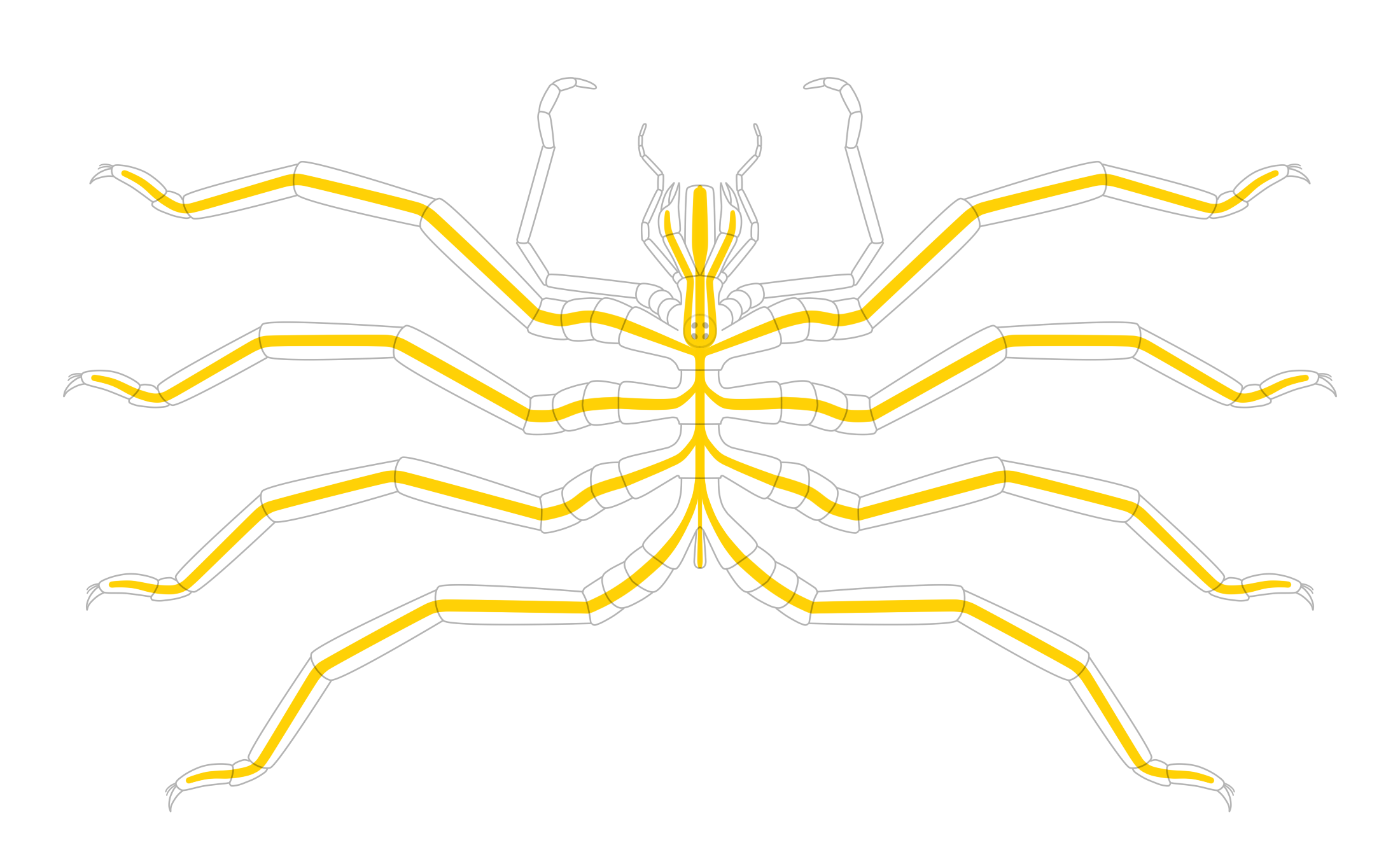
ウミグモの消化系（黄色）。中腸は脚と鋏肢まで入り込んだ分岐をもつ。

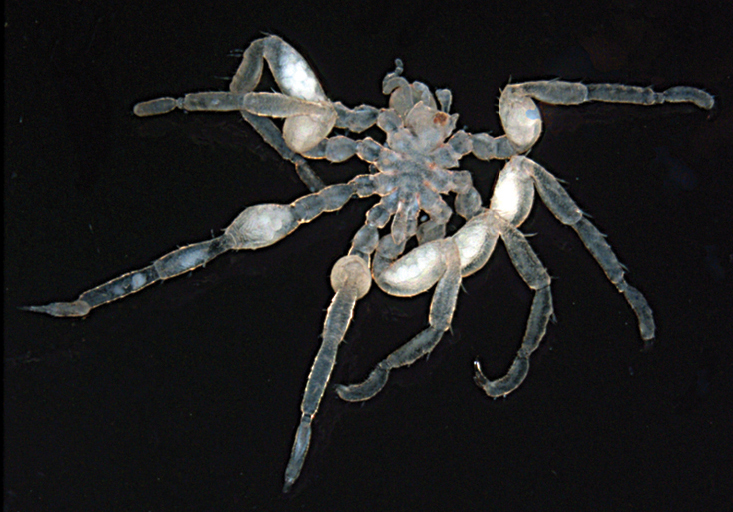
Ammothella longipes のメス。腿節を充満した卵巣を示す。

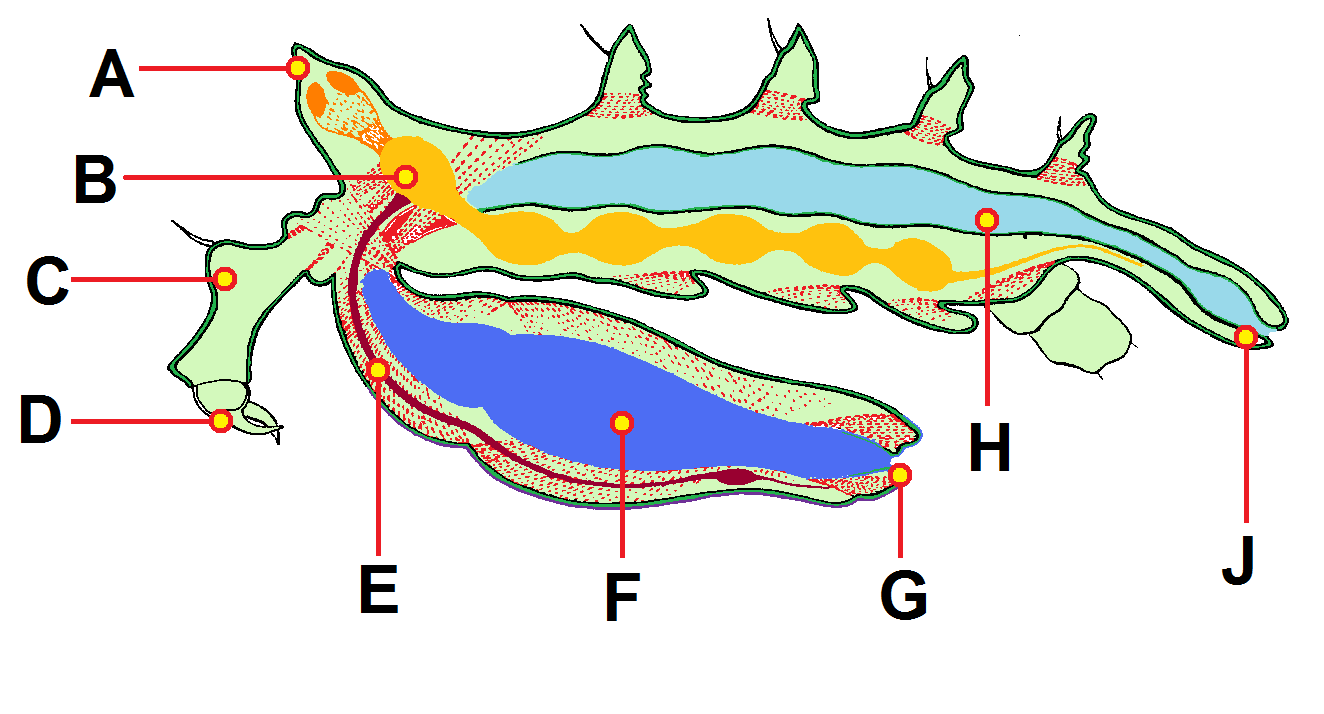
ウミグモの胴体の断面図 A：眼丘、B：脳、CとD：鋏肢、E：吻の神経、F：咽頭、G：口、H：中腸、J：肛門
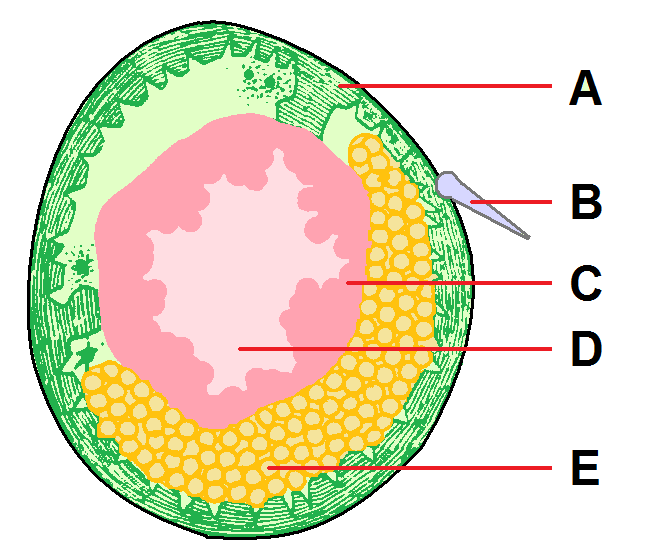
ウミグモの脚の断面図 A：外骨格、CとD：消化管の枝、E：生殖腺

ウミグモの内部構造の最大の特徴として、消化器官と生殖器官の大部分が分岐 (diverticula) として脚に格納され、多くの生理的活動も脚が荷うことが挙げられる。
吻は筋肉質で、内側（咽頭）はフィルターらしき繊毛構造が並んでいるが、確実の機能は不明。消化管（中腸）の大部分は左右に枝分かれして脚に入り込んだ消化腺 (gut diverticula) であり、多くの種類では脛節以降（種類によっては第2脛節、跗節または趾節）の所まで長く伸びている（イボウミグモ科は例外的に短く第1基節のみまで伸びる）。この分岐が更に分岐もしくは隆起をもつ種類もわずかにある。前方には鋏肢（鋏肢のない種類では吻）に入り込む分岐が更に1対ある。なお、触肢と担卵肢はこのような消化管の枝を欠く。
1対の生殖腺は体腔の背側（消化管の背面）に格納され、これも脚と同様大部分が分岐 (pedal gonad) となって脚に入り込んでいる。雌の場合、卵巣は脚の腿節に格納される。
中枢神経系は節足動物として典型的なはしご形である。3つの脳神経節（それぞれ先節と第1-2体節由来の前大脳・中大脳・後大脳）のうち前大脳と中大脳は食道孔の前に癒合し、その直後の後大脳は担卵肢（第3体節）の神経節と癒合する。それ以降の腹神経索は脚に対応する神経節が梯子状に並んでいる。真鋏角類ほどの癒合（中枢神経系全体が高度に癒合し、リング状の synganglion をなしている）はないが、分類群により脚の神経節が前方に移行か密着・担卵肢と第1脚の神経節が癒合する場合もある。最終胴節の神経節の直後にあり、腹部由来と思われる退化的な神経節は幼生の段階で一時的に見られ、発育が進む度に胴節の神経節に吸収される。
鰓など独立した呼吸器官はなく、脚の多孔質な外骨格を通じて直接にガス交換を行う（皮膚呼吸）。胴部背側にある心臓は貧弱で、その脈動で流される血リンパは脚の基部にしか届かず、果ては心臓が退化消失した分類群もある（ヨロイウミグモ科など）。その代わりに、脚にある大部分の血リンパと酸素を胴部に行き渡して全身の血液循環を果たすには、脚に入り込んだ消化管の枝が波打つるように、順調よく伸縮して血リンパを流動させるという独特な方法 (gut peristalsis) で行う。ウミグモのこのような脚と消化管の枝は、それぞれ鰓と心臓のような機能をしているとも形容される。また、生殖口は脚にあるため、産卵と放精も脚を通じて行う。

## 雌雄
一般的な性的二形として、雄は雌に比べてやや小型となる。前述した通り担卵肢の他、触肢に性的二形が見られる場合もある。
明確に雌雄を区別できる特徴は生殖口にある。雄の生殖口は微小な穴で、蓋状構造を欠く場合もあるのに対して、雌の生殖口は大きく、往々にして蓋状構造をもつ。生殖口の数も往々にして雌雄が異なる。雄は属によって前の数対の脚が生殖口を欠く場合があるが、雌は一部の例外を除いて全ての脚に生殖口をもつ。また、腿節に格納されるセメント腺 (cement gland) は雄に特有の器官である。

## 生態

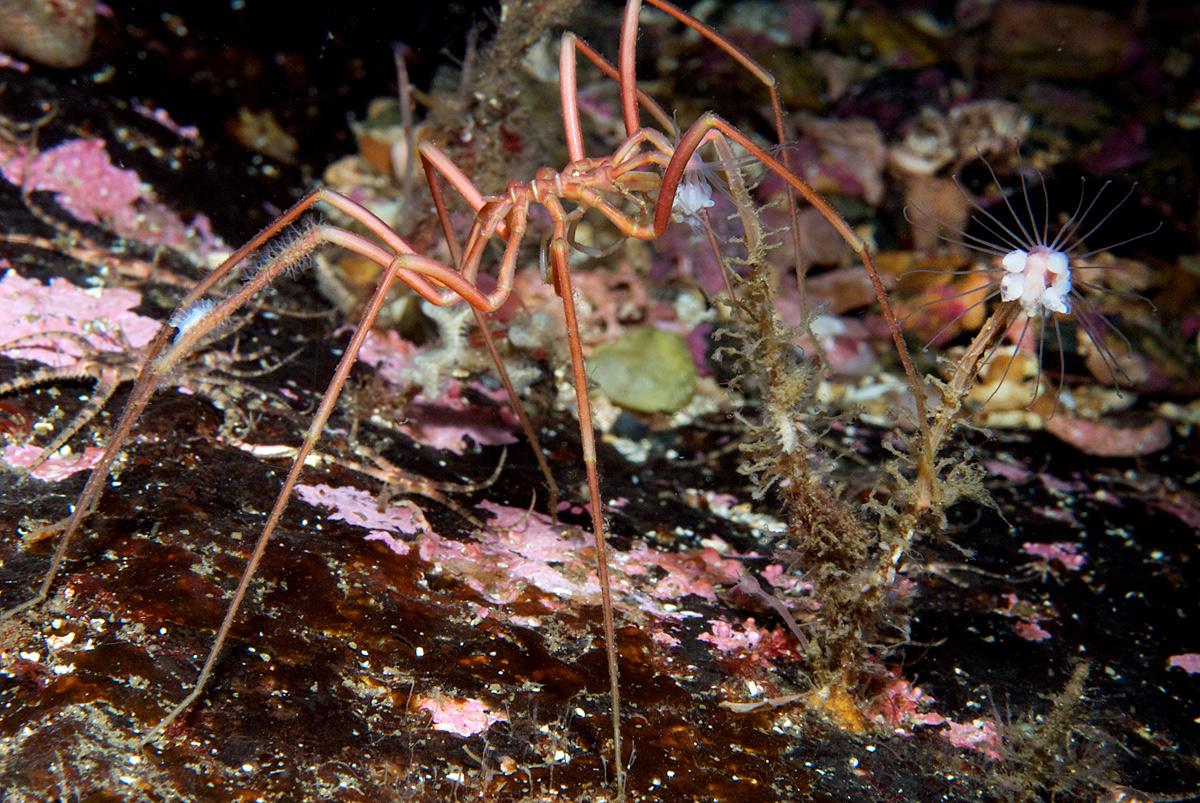
クダウミヒドラ（ヒドロ虫綱）を摂食する Nymphon leptocheles
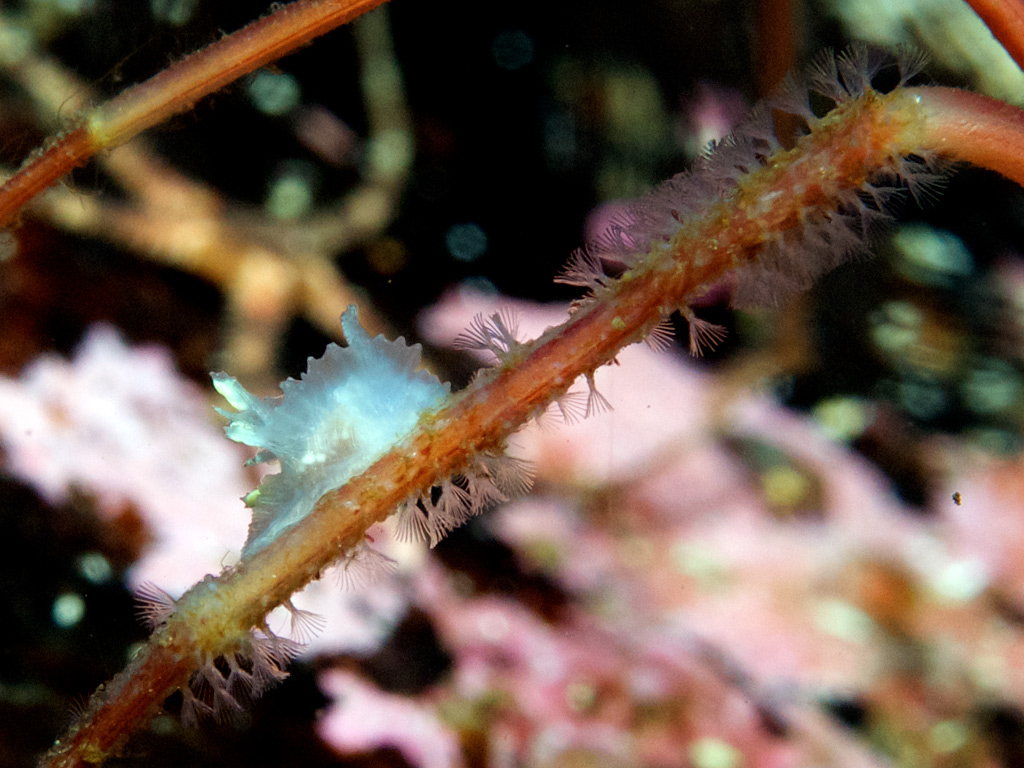
ウミグモの脚に付着するコケムシとウミウシ

寒帯から熱帯の海域、潮間帯から数千メートルの深海まで広く分布する海棲動物である。南極と亜南極の海域に生息するものは260種以上が知られている。
運動が緩慢な底生動物であり、海底の岩・海藻・サンゴ礁などにしがみつき、もしくは堆積物の表面をゆっくりと歩行をし、前者は脚が丈夫な種類、後者は脚が細長い種類に多い。時には脚を上下に連動させて、水中を泳ぐこともある。軟体動物や刺胞動物に寄生するもの、自由生活のものなどがある。トックリウミグモ属（Ascorhynchus）は普段が脚を平たく畳んで堆積物に潜む。
いくつかの種類は、刺胞動物・カイメン・コケムシなどの付着生物に口吻を刺し込んで体液を吸収することが知られているが、他のものについては食性がほぼ不明。一部の種類は、口が金魚のように開閉する様子が観察されており、これは濾過摂食に関与する動きではないかと考えられる。また、ヤマトトックリウミグモについては、2020年に鳥羽水族館で飼育されている個体がイソギンチャクを捕食する様子が確認された。古い文献では「吻で二枚貝を殻を突き抜いて捕食する」「クジラに寄生する」という文章記述もあったが、どれも懐疑的で、特に後者は単にクジラジラミ（クジラに寄生し、ヨロイウミグモ科に似る姿をした甲殻類）の見間違いである。
天敵と自衛手段に関してはほぼ不明である。魚類やカニなどの肉食動物に襲われる様子は目撃されているが、捕食に至らず、すぐ放されている。少なくともヨロイウミグモ科の1種 Pycnogonum litorale は高い濃度の脱皮ホルモンで捕食者に嫌がれることと、幼体が欠損した後半身まで再生できるほど強力な再生能力をもつことが判明し、ユメムシ科の1種 Nymphon brevirostre は自切した脚を再生できる。体表はときおりにエボシガイなどの付着生物がくっついて、場合によってはウミグモの呼吸と運動に悪影響を与える。抱卵中の雄は通常の個体に比べて捕食者に狙われやすく、付着生物にくっつけられやすいことを示唆する研究がある。また、一部の種類は Dickdellia 属の寄生性腹足類に宿主とされる。

### 繁殖と発育

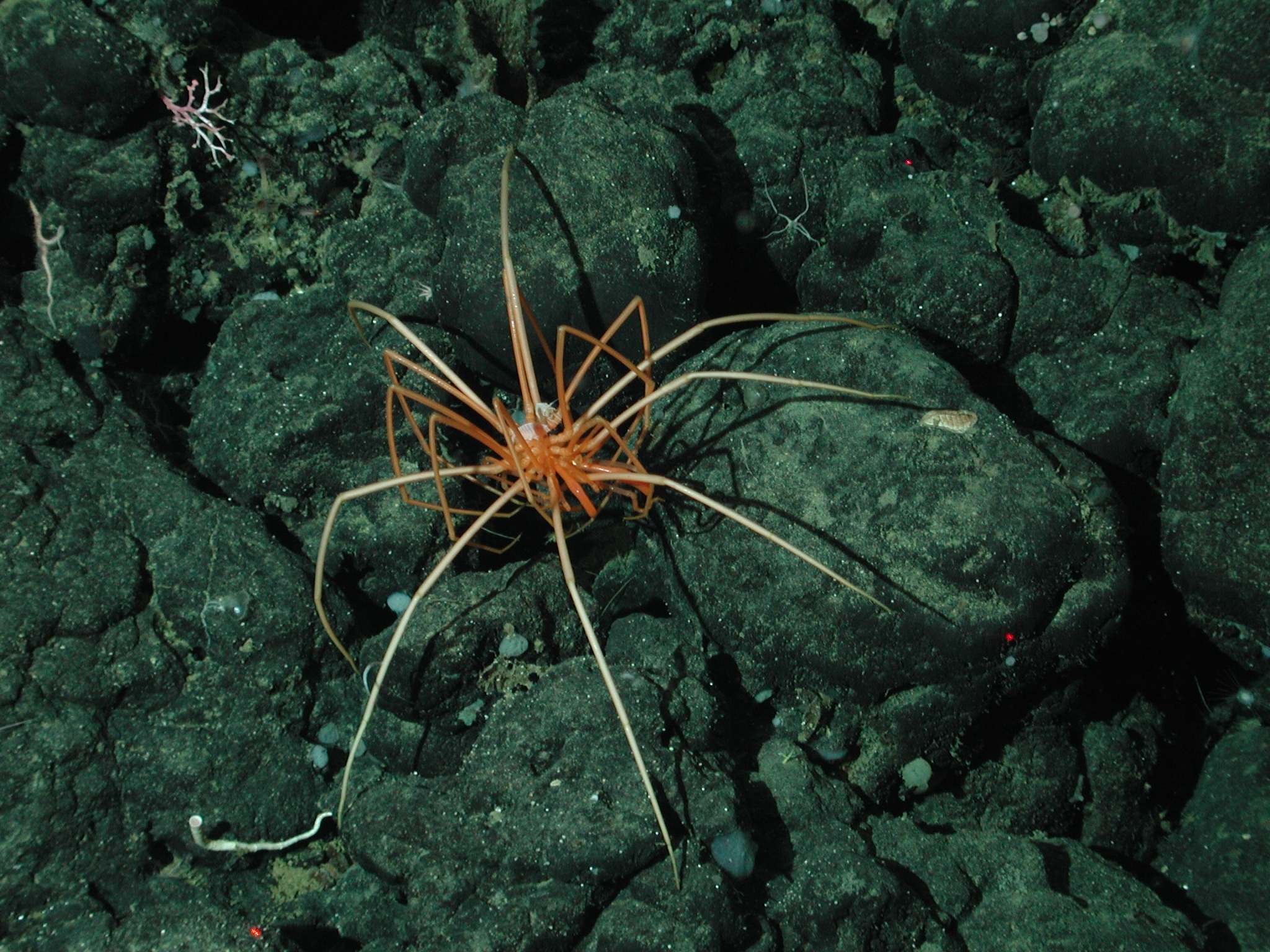
オオウミグモの包接

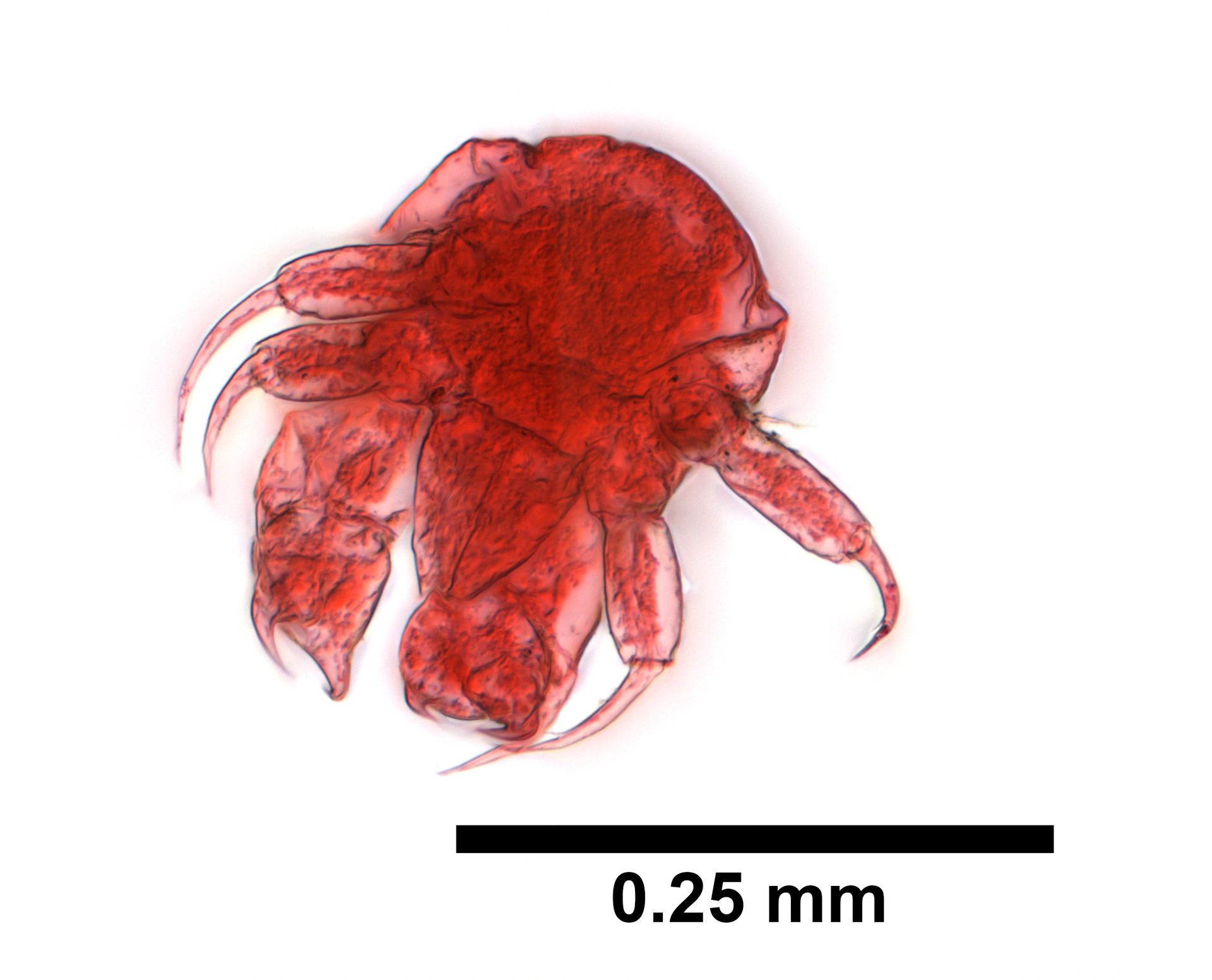
のプロトニンフォン幼生

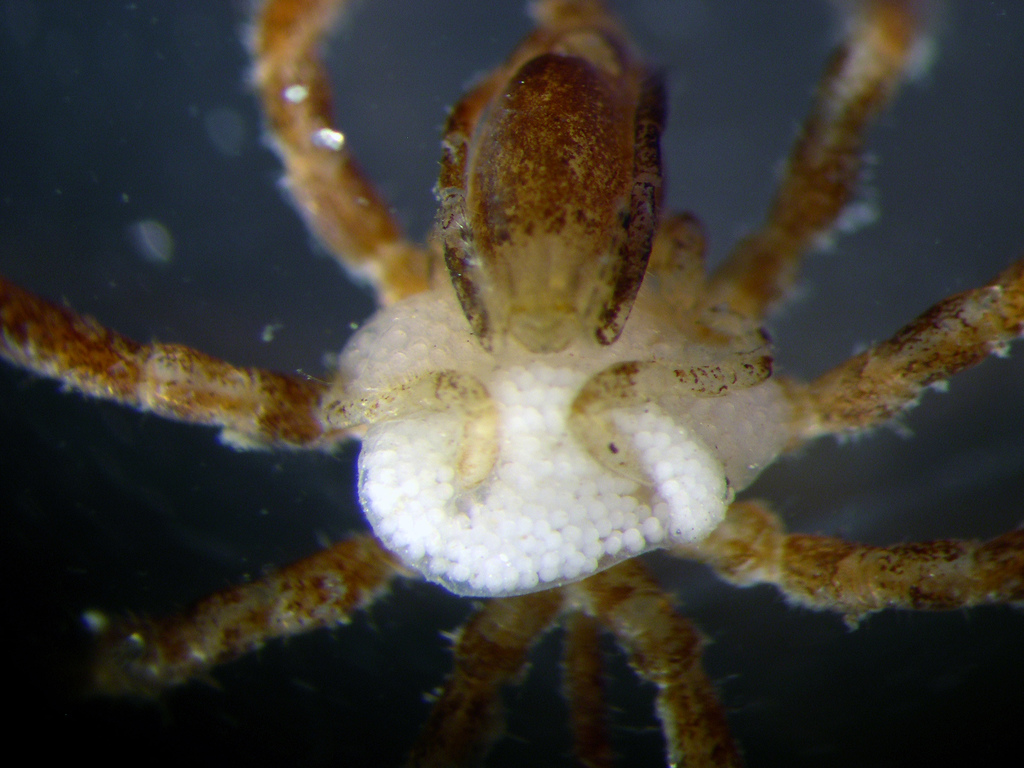
抱卵中のウミグモ
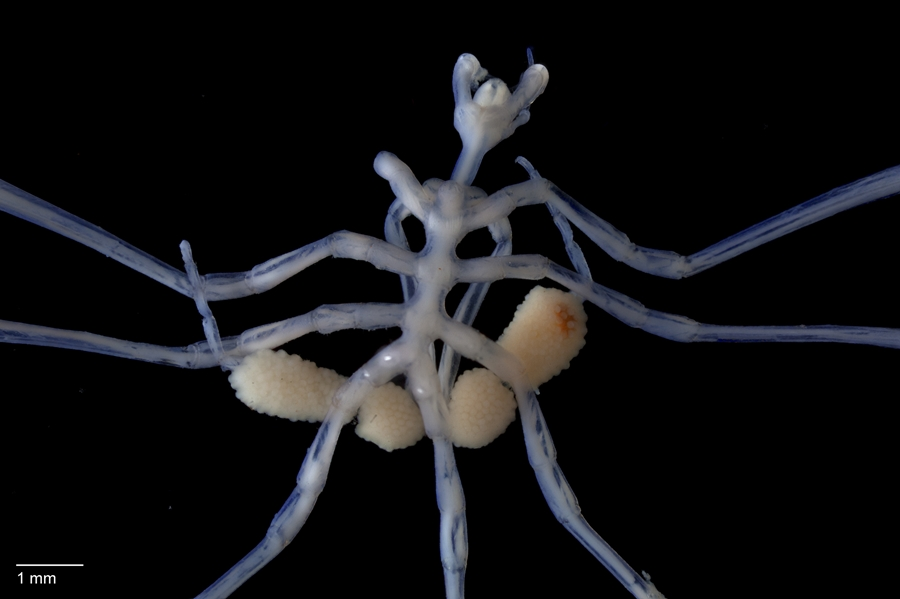
卵塊を担卵肢にもつ Nymphon molleri

繁殖は体外受精を通じて行う。受精のたびに、雄は雌に抱きつき、お互いの生殖口が近づける姿勢をとる。この姿勢は、通常では雄が雌の背中に乗るが、Anoplodactylus 属のように、雄が裏返して雌の腹側に張り付くなどやや異なった例もある。雌は脚の生殖口から卵を産み、雄はそれを受け取って、セメント腺から分泌した粘液で卵塊にまとめる。通常、雄は卵塊を担卵肢（雌雄とも担卵肢をもたないNulloviger亜属は体の腹面）に粘りついて世話にする。スイグチウミグモ科、イボウミグモ科とオオウミグモ科の繁殖と発生は長い間不明であったが、少なくともオオウミグモ科は例外的に抱卵をせず、卵塊を基質にカモフラージュすることが2020年代にて判明した。
他の繁殖行動はほぼ不明だが、一部の種類からは、雄が雌を追いかけ、雌同士の雄を奪い合うための闘争行為が確認される。
発生は甲殻類のノープリウス幼生を彷彿とさせる。多くの場合はプロトニンフォン幼生（プロトニンフォン、protonymphon）という特殊な段階で孵化し、体は丸く、鋏肢・触肢・担卵肢という前3対の付属肢のみをもち、触肢と担卵肢は成体らしからぬ短い3節の構造となっている。これは次第に脱皮して成体との中間形態のような postlarva となり、徐々に成体に近い姿の juvenile に変態しては、脚をもつ体節を順に後ろから追加され（増節変態）、鋏肢、触肢と担卵肢はこの過程で種類によって段々と発達もしくは退化する（ヨロイウミグモ属の場合、担卵肢は雌雄とも juvenile で退化消失するが、Nulloviger亜属以外のオスが成体になると再び出現する）。
なお、脚をもつ postlarva など比較的発育が進んだ姿で孵化する種類もあり、生態もその発育様式の違いにより様々である。そのバリエーションのカテゴライズは文献によって異なるが、2010年代では次の5タイプに分けられる（発生が未だに不明なスイグチウミグモ科とイボウミグモ科を除く）。
| タイプ特徴           | 1 | 2                                                    | 3                          | 4                              | 5                                                |
| -------------------- | --- | ---------------------------------------------------- | -------------------------- | ------------------------------ | ------------------------------------------------ |
| 別名                 | typical protonymphon                                                                                                   | attaching larva（一部）, lecithotrophic protonymphon | atypical protonymphon      | encysted larva                 | attaching larva （一部）                         |
| 孵化時の齢期         | プロトニンフォン | プロトニンフォン                                     | プロトニンフォン           | プロトニンフォン               | postlarva                                        |
| 触肢と担卵肢         | 機能的、爪状 | 機能的、爪状                                         | 機能的、爪状               | 機能的、繊毛状                 | 退化的か消失                                     |
| 孵化時の脚の肢芽     | なし | なし                                                 | なし                       | なし                           | 少なくとも第1-2脚の肢芽がある                    |
| 脚の発育様式         | 連続 | 連続                                                 | 同時                       | 第1-3脚同時                    | 残りの脚連続                                     |
| 父から巣立ちする齢期 | プロトニンフォン | 少なくとも第1-2脚をもつ postlarva                    | プロトニンフォン           | プロトニンフォン               | 少なくとも第1-2脚をもつ postlarva                |
| Postlarvaの生活環    | 刺胞動物（稀に軟体動物）に寄生                                                                                         | 担卵肢にいる時は卵黄栄養型、巣立ち以降は自由生活     | 軟体動物と多毛類に外部寄生 | ヒドロ虫に内部寄生             | 担卵肢にいる時は卵黄栄養型、巣立ち以降は自由生活 |
| 該当する科           | イソウミグモ科、トックリウミグモ科、ミドリウミグモ科、ユメムシ科、ウスイロウミグモ科、ヨロイウミグモ科、オオウミグモ科 | イソウミグモ科、ユメムシ科                           | イソウミグモ科             | イソウミグモ科、ホソウミグモ科 | カニノテウミグモ科、ユメムシ科、ホソウミグモ科   |

## 化石
現生種の普遍性に反して、化石ウミグモ類の発見は非常に稀であり、いくつかの保存状態の良い堆積累層（ラーガーシュテッテ）のみから知られている。特に中生代以降の化石記録は、長い間に欠けていた。ただし現生種に比べると、古生代のウミグモ類は体制的に多様で、これは主に脚と腹部の構造で明瞭に表れる。

### 古生代
ほとんどの化石記録は古生代によるものである。知られる中で最古の化石標本は、約5億年前のカンブリア紀後期まで遡るカンブロピクノゴン (Cambropycnogon) の幼生化石である。このプロトニンフォン幼生は、付属肢の基部内側に突起（顎基）をもち、体の尾端に1対の長い付属体があるなど、現生群に見当たらない形質をもつ。この化石のウミグモ類としての形質を疑う研究もあるが、否定的と評価される。
Cambropycnogon に次いては、約4億5,000万年前のオルドビス紀後期に生息したパレオマラクネ (Palaeomarachne) がある。この種は断片的な本体部分しか発見されていないが、頭部は他のウミグモ類に見当たらない体節の境目的な痕跡をもつ。
シルル紀前期（約4億2,500万年前）のハリエステス（Haliestes）は、体長数 mmの小型種であるにもかかわらず、保存状態がかなり良好な化石標本によって知られ、完全な成体化石をもつウミグモの中では既知最古のものとなる。本属は一見して現生群に似ているが、脚の環形構造・平たい肢節・腹部の分節など、後述のデボン紀の種類に似た特異な性質も見られる。

#### デボン紀
デボン紀前期（約4億年前）のフンスリュック粘板岩（Hunsrück Slate）からは、比較的に多くの化石ウミグモ類が見つかり、パレオイソプス  (Palaeoisopus)、パレオパントプス (Palaeopantopus)、パレオテア (Palaeothea)、フラジェロパントプス (Flagellopantopus)、ペンタパントプス (Pentapantopus) の5属が知られている。現存種とはかけ離れた形質をもつ化石種は多くがここで知られており、ウミグモ類の系統における体制の多様性を大きく拡張した。
パレオイソプスは特に代表的で、多くの化石標本が発見される。この種は、4節の長い腹部・剣状の尾節・遊泳生活に適したへら状の脚・特化した第1脚など多くの特異な形質をもつ。パレオパントプスとフラジェロパントプスは短いながらも数節に分かれた腹部をもち、特に後者は胴長の2.5倍に達する鞭状の長い尾節をもっていた。また、この2属の脚の見かけ上の第4-5節の関節が不動になっているのも特徴的である。

### 中生代

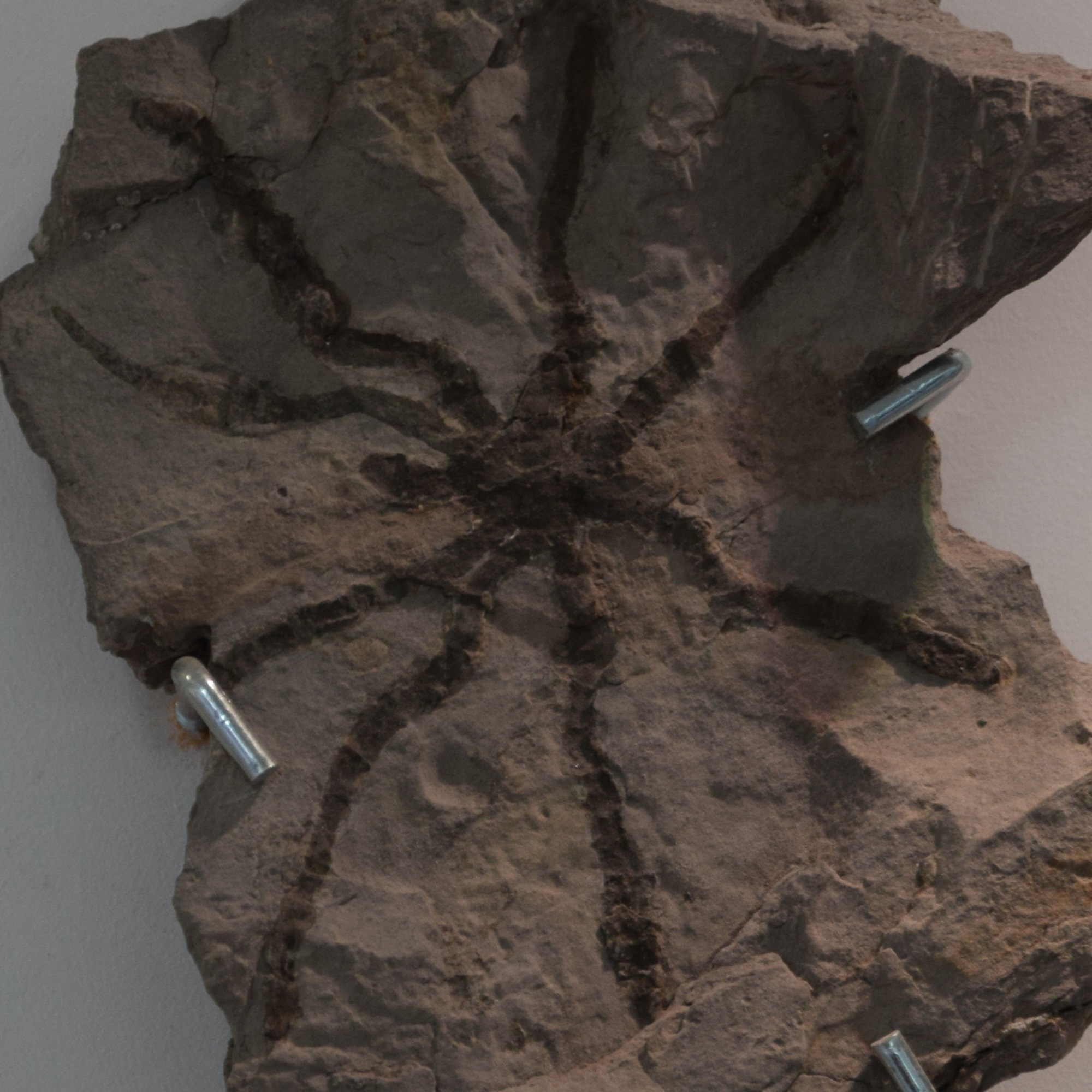
コロッソパントプスの化石標本

2023年現在、中生代のウミグモは未だに下記のジュラ紀の属のみによって知られ、直前の化石記録（デボン紀）に比べても2億5,000万年ほどのギャップを開いている。古生代のものとは異なり、中生代のウミグモは知られる限り全て皆脚目に属している。
中生代ウミグモの化石記録として、かつてペンタパレオピクノン (Pentapalaeopycnon) とピクノゴニテス (Pycnogonites) という2属はあったが、いずれも単に十脚目甲殻類のフィロソーマ幼生の見間違いだと後に判明した。こうして実際が長い間に欠けた中生代の化石記録は、2007年に記載されたLa Voulte Lagerstätte産のジュラ紀（約1億6,000万年前）ウミグモ類が本格的に初の記載となる。この堆積累層にはパレオピクノゴニデス (Palaeopycnogonides)、コロッソパントプス (Colossopantopodus)、パレオエンデイス (Palaeoendeis) の3属が知られ、パレオピクノゴニデスは独自の科 (Palaeopycnogonididae) に属するが、コロッソパントプスはオオウミグモ科に、パレオエンデイスはミドリウミグモ科に分類される。前述したものより少し後（ジュラ紀後期、約1億5,000万年前）なゾルンホーフェン石灰岩には、2種目のコロッソパントプス  (Colossopantopodus nanus) と、現生のEurycyde属に属する可能性がある1種が知られている。

## 頭部付属肢の対応関係
| 体節分類群                                | 先節 （前大脳） | 1 （中大脳） | 2 （後大脳）     | 3      | 4       | 5            |
| ----------------------------------------- | --------------- | ------------ | ---------------- | ------ | ------- | ------------ |
| ウミグモ類（最も有力視される説）          | ？              | 鋏肢         | 触肢             | 担卵肢 | 第1脚   | 第2脚        |
| ウミグモ類（触肢・担卵肢同一体節由来説）  | ？              | 鋏肢         | 触肢+担卵肢      | 第1脚  | 第2脚   | 第3脚        |
| ウミグモ類（鋏肢前大脳性/先節由来説）     | 鋏肢            | 触肢         | 担卵肢           | 第1脚  | 第2脚   | 第3脚        |
| 真鋏角類                                  | 上唇            | 鋏角         | 触肢             | 第1脚  | 第2脚   | 第3脚        |
| 大顎類                                    | 上唇            | 第1触角      | 第2触角/（退化） | 大顎   | 第1小顎 | 第2小顎/下唇 |
| ラディオドンタ類 （前部付属肢前大脳性説） | 前部付属肢      | 鰭           | 鰭               | 鰭     | 鰭      | 鰭           |

様々な真鋏角類の鋏角

ウミグモの鋏肢は、通常では真鋏角類の鋏角に相同で、すなわち第1体節由来（中大脳性）の付属肢と見なされる。しかしウミグモの鋏肢神経は、一見して脳の先頭に対応するようにも見える。この特徴に基づいて、ウミグモの鋏肢は真鋏角類の鋏角に非相同で、むしろ先節由来/前大脳性（他の節足動物の上唇やラディオドンタ類などの前部付属肢に相同する可能性がある）ではないかという異説は一時的に提唱された。しかしこの見解は、公表されるあとで多くの研究に否定的と評価される。ホメオティック遺伝子発現や神経発生と神経解剖学的再検証は、いずれも通説の鋏肢第1体節由来/中大脳性説を強く支持し、鋏肢神経に対応する脳の先頭は前大脳ではなく、前方に曲がった中大脳だと示される。
また、担卵肢の対応関係も議論の的とされていた。これは真鋏角類の第1脚（第3体節に対応）に相同というのが通説だが、別の異説が2つある。1つは、担卵肢と触肢の解剖学と発生学上の共通点や、一部の群（オオウミグモ科など）での基部がお互いに密着するなどの形質を根拠とし、両者は同一体節由来で、担卵肢は「重複した触肢」という説である。もう1つの説は、前述の触肢との同一体節由来を否定しつつも、上述の鋏肢先節由来/前大脳性説を踏まえて、担卵肢を真鋏角類の触肢に相同と見なしている。しかしホメオティック遺伝子発現は、通説（触肢とは別の第3体節由来）を支持し、これらの異説を否定している。

## 分類

### 系統位置
古くは海産のクモガタ類や極端に特化した甲殻類とも解釈されていたが、いずれの見解も後に否定的とされる。
通常、ウミグモ類は節足動物のうち鋏角類（鋏角亜門）の1綱として分類されている。しかし2000年代初期での分子系統解析により、ウミグモ類の単系統性は強く支持されるものの、他の鋏角類との類縁関係は一時的に大きく動揺された。
2000年代以降の分子系統解析ではさまざまな結果が出て、中でもウミグモ類は他の現生鋏角類（真鋏角類）に類縁でなく、残り全ての現生節足動物（幹性類 Cormogonida）の姉妹群になるという異説が特に注目される（幹性類説）。この場合、ウミグモは鋏角類に含まれない、もしくは鋏角類は解体され、真鋏角類とウミグモはそれぞれ独立の亜門（真鋏角亜門、ウミグモ亜門/皆脚亜門）に昇格される。しかし、様々な解析結果のなかでも、ウミグモと他の鋏角類（真鋏角類）が姉妹群になり、すなわち鋏角類に含める系統関係の方が多数派であり、特に2010年代以降の系統解析から再び支持が得られつつある。他にもクモガタ類に含まれ、そのうちダニ類やコヨリムシ類に近い系統関係が与えられたが、これらは長枝誘引がもたらす誤推定として疑問視される。また、ウミグモ類の形態は特異のため、基盤的な鋏角類とされる化石節足動物（ハベリア・サンクタカリス・モリソニアなど）と比較しにくく、関係性は難解である。
鋏角類説と幹性類説は、いずれも分子系統学以外に形態学と発生学的根拠が挙げられる。前者は、第1対の付属肢は基本としてはさみ型の鋏角/鋏肢、および全面的な付属肢構成と相同性に支持される。後者は、上唇の欠如・付属肢にある複数対の生殖口などという、ウミグモ類以外の節足動物に見当たらない形質が挙げられる。しかし後者については、幹性類説を支持できる節足動物の祖先形質か、それとも単にウミグモの派生形質なのかどうかは不明確である。また、前述の鋏肢先節由来/前大脳性説も幹性類説を支持する証拠（ウミグモは前大脳性付属肢が上唇に退化する以前に分岐した基盤的な節足動物であることを示唆する）と見なされたが、その対応関係は後に多くの再検討に否定されるようになった（前述参照）。

### 下位分類
2022年まででは、82属約1,400種のウミグモが記載される。全ての現生種を含む皆脚目（Pantopoda）と、いくつかの古生代の化石種が知られている。古生代ウミグモ類の系統関係については本格的な検証が少ないが、その多く、もしくは知られる中で全てが皆脚目より基盤的なウミグモ類（ステムグループ）である可能性が高い。一部の系統解析では古生代のウミグモ類が皆脚目に内包されるが、信憑性の低い結果とされる。また、パレオイソプス、パレオパントプスとハリエステスは長らく独自の科と目を設けられ、2020年代現在でも一部の文献に採用されるが、この流用は前述した再検討の少なさを反映するものでしかなく、類縁関係を基に広く認められる総意とは言い難い。
WoRMS (2023) によると、ウミグモの下位分類体系は以下の通り（所属未定の疑問名の属を省く）。化石種は Sabroux et al. (2023, 2024) による更新に基づく。
- ウミグモ綱 Pycnogonida
  - †（属）Cambropycnogon
    - （種）Cambropycnogon klausmuelleri（カンブリア紀）[1]

  - †（属）Palaeomarachne
    - （種）Palaeomarachne granulata（オルドビス紀）[23]

  - †（属）Flagellopantopus
    - （種）Flagellopantopus blocki（デボン紀）[37]

  - †（属）Palaeothea
    - （種）Palaeothea devonica（デボン紀）[16][注釈 8][27]

  - †（属）Pentapantopus
    - （種）Pentapantopus vogteli（デボン紀）[63]

  - †古皆脚目[87]（ムカシウミグモ目[88][89]）Palaeopantopoda
    - ムカシウミグモ科[89] Palaeopantopodidae
      - パレオパントプス属[90] Palaeopantopus
        - パレオパントプス・マウチェリ[90] Palaeopantopus maucheri（デボン紀）[16]

  - †パレオイソプス目 Palaeoisopoda
    - パレオイソプス科（ウミユリヤドリグモ科[89]） Palaeoisopodidae
      - パレオイソプス属 Palaeoisopus
        - ウミユリヤドリグモ[12] Palaeoisopus problematicus（デボン紀）[16][91]

  - †（目）Nectopantopoda[92]
    - （科）Haliestidae
      - ハリエステス属 Haliestes
        - （種）Haliestes dasos（シルル紀）[21][93]

  - 皆脚目[6]（真皆脚目[87]、ウミグモ目[88][89]） Pantopoda
    - （後述参照）

#### 皆脚目
皆脚目（Pantopoda）の現生種は、昔今の見解によって9-11科に区別される。その内部系統関係は議論的であり、分子系統解析の進展により大きな再編成をなされている。特に外部形態に基づいた古典的な9科の一部の単系統性と同定形質の有効性は、分子系統学によって疑問視されている。例えば、かつて皆脚目は派生的な群ほど頭部付属肢が退化的と考えられていたが、分子系統解析によると、これらの付属肢は複数回（収斂進化）の退化と再獲得を経たことが示唆される。また、前述した頭部付属肢の退化程度に基づいた古典的な分類体系ではトックリウミグモ科とウスイロウミグモ科の構成種はそれぞれがイソウミグモ科とカニノテウミグモ科に内包されたが、分子系統解析ではいずれも該当する科の他の種類とは別系統だと示され、後に独自の科として区別されるようになった。
分子系統解析によると、次の系統関係が広く認められる。スイクチウミグモ科・ヨロイウミグモ科・オオウミグモ科の3群は他の群より早期に分岐し、そのうちスイクチウミグモ科は最も基盤的で、残りの2群はイボウミグモ科と単系統群になる。ミドリウミグモ科とホソウミグモ科、ウスイロウミグモ科とイソウミグモ科がそれぞれ姉妹群をなしている。カニノテウミグモ科はユメムシ科に対して側系統群だとされる。一方、カイヤドリウミグモ属（Nymphonella）に関しては、伝統的にユメムシ科もしくはイソウミグモ科に分類されたが、分子系統解析ではトックリウミグモ科に含まれる・カニノテウミグモ科とユメムシ科の姉妹群・ミドリウミグモ科の姉妹群など、様々な結果が出ている。トックリウミグモ科の系統位置も解析によって様々な結果が出ており、不明確である。また、化石種のみ知られる科であるPalaeopycnogonididaeの現生科との類縁関係も不明確である。
- 皆脚目 Pantopoda
  - （亜目）Eupantopodida
    - （上科）Ammotheoidea
      - イソウミグモ科 Ammotheidae
      - ウスイロウミグモ科 Pallenopsidae

    - （上科）Ascorhynchoidea
      - トックリウミグモ科 Ascorhynchidae（カイヤドリウミグモ属を含む）

    - （上科）Colossendeidoidea (=Pycnogonoidea, Rhynchothoracoidea)
      - オオウミグモ科 Colossendeidae
      - ヨロイウミグモ科 Pycnogonidae
      - イボウミグモ科 Rhynchothoracidae

    - （上科）Nymphonoidea
      - カニノテウミグモ科 Callipallenidae（側系統群[29][94]）
      - ユメムシ科 Nymphonidae

    - （上科）Phoxichilidoidea
      - ミドリウミグモ科 Endeidae
      - ホソウミグモ科 Phoxichilidiidae

  - （亜目）Stiripasterida
    - スイクチウミグモ科 Austrodecidae

  - （亜目未定）
    - †（科）Palaeopycnogonididae（ジュラ紀）

9科からなる伝統的な分類体系は以下の通り。
- 皆脚目 Pantopoda
  - イソウミグモ科 Ammotheidae（トックリウミグモ科の種を含む）
  - スイクチウミグモ科 Austrodecidae
  - カニノテウミグモ科 Callipallenidae（ウスイロウミグモ科の種を含む）
  - オオウミグモ科 Colossendeidae
  - ミドリウミグモ科 Endeidae
  - ユメムシ科 Nymphonidae（文献によってカイヤドリウミグモ属を含む）
  - ホソウミグモ科 Phoxichilidiidae
  - ヨロイウミグモ科 Pycnogonidae
  - イボウミグモ科 Rhynchothoracidae

## 人間との係わり
通常は人間の日常生活とは関わりのない動物で、人間活動がウミグモ類に及ぼす影響も未解明である。
なお、幼生が二枚貝に寄生する日本のカイヤドリウミグモ（Nymphonella tapetis）に関しては、2007年で東京湾の干潟において大量発生し、宿主とされるアサリの大量死に至って漁業被害を与えた。ウミグモ類自体はなじみの薄い動物であるため、当時において本種は各メディアに「アサリに入っている変な虫」と報告された。また、その性質により、漁業者たちから「海の吸血鬼」と呼ばれて忌み嫌われているとされている。